# Tuz Gölü-Becken
Das Becken des Tuz Gölü (Tuz Gölü = Salzsee), die Senke des großen türkischen Salzsees, eines der ausgedehnten abflusslosen Binnenbecken Kleinasiens, liegt im südlichen Inneranatolien mit seinem Kern etwa 140 km südlich der türkischen Hauptstadt Ankara, ca. 120 km nordöstlich der Provinzmetropole Konya und rund 70 km nordwestlich der Provinzstadt Aksaray in einem etwa dreieckigen Senkungsfeld mit den Eckpunkten bei Aksaray, Zıvarık (Altınekin) und Kulu. Es ist großräumig von Ankara aus erschlossen durch die Staatsstraßen D750 via Aksaray in die Çukurova nach Adana, Mersin und Tarsus bzw. durch die D 715 via Konya und Karaman nach Silifke. Im Süden begrenzt in etwa die D 300 das Terrain west-ostwärts zwischen Konya und Kayseri (Kappadokien) via Aksaray. Außerdem tangiert die Autobahn (türkisch: Otoyol) O-21 zwischen Ankara und Tarsus die äußeren nordöstlichen Partien.

## Geologisch-tektonischer Überblick

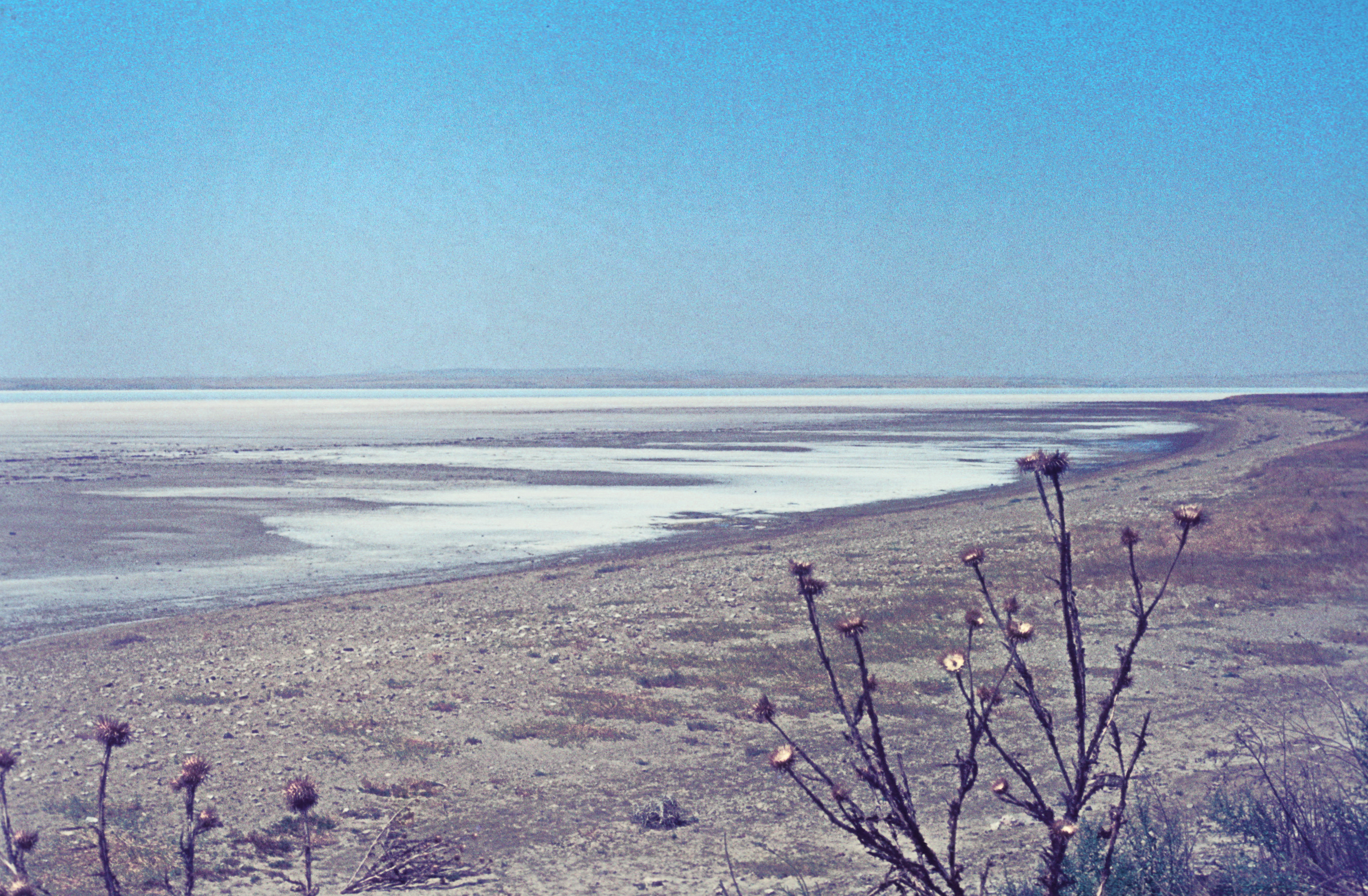
Blick über den Salzsee des Tuz Gölü südlich von Şereflikoçhisar.

Der türkische Geophysiker Gökhan Uğurtaş lieferte 1975 im Überblick eine der ersten zusammenfassenden wissenschaftlichen Beschreibungen des Tuz-Gölü-Beckens als ein NW-SO-orientiertes Binnenbecken innerhalb einer transversalen strukturellen Senke. Als allgemeine Grundgesteine vermerkte er kreidezeitliche Ophiolithe und dort, wo diese durch Erosion entfernt wurden, mesozoische Kalksteine oder paläozoische Metamorphite. Das Tuz Gölü-Becken entstand im oberen Senon (Oberkreide)-Oligozän. Im tiefsten Teil des Beckens sammelten sich Sedimente mit einer Mächtigkeit von mehr als 10.000 m. Während des oberen Senon und des unteren mittleren Eozäns kam es zu Absenkungen, denen eine Regression folgte, die im oberen mittleren Eozän begann und bis zum Ende des Oligozäns andauerte. Nach einer Hauptdeformation im späten Oligozän oder Miozän bildeten sich im Neogen lokale Ablagerungsbecken, in denen sich terrestrische Sedimente, darunter Vulkangesteine und Binnensee-Kalke unterschiedlicher Mächtigkeit ansammelten. Spannungsbewegungen, die im Neogen auftraten und bis zum Pleistozän andauerten, führten zu vulkanischen Aktivitäten, die bis in historische Zeiten reichten. Pleistozäne Ablagerung begann mit klastischen Einheiten, in die Material von im Osten und Südosten gelegenen Vulkanen eingelagert ist und die von dicken Süßwasser-Seekalkstein-Tonstein-Wechselschichten überlagert wurden. Während des Pleistozäns führte die anhaltende Hebung des zentralanatolischen Plateaus zu einer zunehmenden Zufuhr von Erosionsmaterial durch die Flüsse. Während des letzten glazialen Maximums vor ca. 20.000 Jahren begünstigten die pluvialen klimatischen Bedingungen die Ausbreitung eines ca. 35–40 m tiefen Brackwassersees.

## Schwerpunkte der Forschungsgeschichte
Die Forschungsgeschichte zum Tuz Gölü-Becken dokumentiert zumeist komplexe räumliche und zeitliche Veränderungen in Tektonik und Sedimentation des größten intrakontinentalen Beckens der Zentralanatolischen Platte seit der Oberkreide. Dazu zählen seit Ende der 1950er Jahre u. a. wissenschaftliche Untersuchungen hinsichtlich seiner paläo-tektonischen Situation und seiner Sedimentationsprozesse (u. a.). Darüber hinaus befassten sich mehrere Untersuchungen mit der neo-tektonischen Aktivität der Verwerfungssysteme, die jene jüngste Deformationsphase im Tuz-Gölü-Becken gesteuert haben, die größtenteils als Dehnungsphase angesehen wird (u. a.). Zudem kam es zu Untersuchungen zur rezenten tektonischen Situation Zentralanatoliens als Konvergenz (gegeneinander gerichtete Bewegung zweier Platten) zwischen der afrikanischen und arabischen Platte sowie der relativ stabilen eurasischen Platte sowie den damit verbundenen Phasen langwieriger Stauchungs- und überlagerter Dehnungs-Prozesse. Demnach begrenzen vier tektonische Hauptstruktursysteme die anatolische Mikroplatte (Anatolische Platte), in der das Tuz Gölü-Becken „beheimatet“ ist:
- Erstens markieren der zurückweichende Ägäisbogen und der stabile Zypriotische Bogen die Subduktion der afrikanischen Platte unter die anatolische Mikroplatte.[16][17]
- Zweitens gleicht das Verwerfungssystem des Toten Meeres die unterschiedliche Bewegung zwischen der Afrikanischen Platte und der relativ schnellen Arabischen Platte aus.[14][18]
- Zum dritten wird die Kontraktion zwischen den wichtigsten Lithosphärenplatten durch das westliche Ausweichen der anatolischen Mikroplatte entlang der nord- und ostanatolischen Verwerfungssysteme ausgeglichen.[9][14][19]

- Darüber hinaus gibt es einige untergeordnete tektonische Merkmale, die die anatolische Mikroplatte insbesondere in ihrem zentralen Teil durchziehen bzw. teilen. Das Inönü-Eskisehir-Verwerfungssystem (englisch: İnönü-Eskişehir Fault System) ist eines der wichtigsten Verwerfungssysteme in Zentralanatolien und besteht aus einer Reihe von NW-SO- bis WNW-OSO-verlaufenden Verwerfungszonen.[20] In diesem Zusammenhang bildet es zusammen mit den Verwerfungszonen Akşehir, Altınekin und Tuz Gölü die wichtigsten Strukturen, die den Übergang zwischen der westanatolischen Ausdehnungsprovinz und der ostanatolischen Kontraktionsprovinz darstellen.[21][10] Dieses İnönü-Eskişehir-Verwerfungssystem ist eine tektonische Haupt-Scherzone, die aus fünf Verwerfungszonen besteht, die sich entlang des Streichens über 400 km erstrecken. Die Eskişehir-Verwerfungszone bildet darin den westlichen bis zentralen Teil.[22][23] Das System verzweigt sich im östlichen Teil in die drei Verwerfungszonen Ilıca, Yeniceoba und Cihanbeyli. Die Sultanhanı-Verwerfungszone bildet den südöstlichen Teil dieses İnönü-Eskişehir-Verwerfungssystems.[24][25][26] Die NW-streichende Tuz-Gölü-Verwerfungszone, die etwa 135 km entlang des östlichen Randes des Tuz-Gölü verläuft, besteht aus mehreren NW-streichenden Segmenten. Die NNO-streichende Altınekin-Verwerfungszone ist etwa 100 km lang.[9][10] Özsayın und Dirik (2011) definierten diese Zone als eine Transferstörung (Seitenverschiebung, Horizontalverschiebung, Blattverschiebung), die die Ausdehnung zwischen Störungszonen innerhalb des İnönü-Eskişehir-Verwerfungssystems ausgleicht.[27] Mehrere Studien haben die Bewegungsabläufe der Störungszonen im Tuz-Gölü-Becken interpretiert. Dhont et al. (1998) schlugen eine Ausdehnung während des späten Miozäns von OW nach NO/SW auf den südöstlichen Teil des Beckens vor,[28] Ali Koçyiğit (2003) dagegen eine Deformation durch Streichverschiebung (Strike-Slip-Fehler, Transformationsfehler) entlang der Tuz-Gölü-Verwerfungszone.[29] Derman und Kollegen. (2003) schlugen eine präneotektonische Periode (Post-Eozän–Prä-Quartär-Periode) mit Streichverschiebung entlang der Tuz-Gölü-Verwerfungszone vor, gefolgt von einer postpliozänen normalen Verwerfung.[30]

Trotz der großen Zahl von Studien zur tektonischen und sedimentären Entwicklung des Tuz-Gölü-Beckens sind Art und Zeitpunkt der jüngsten Dehnungsphase immer noch nicht genau geklärt.

## Zu Lage und Aufbau des Tuz Gölü-Beckens

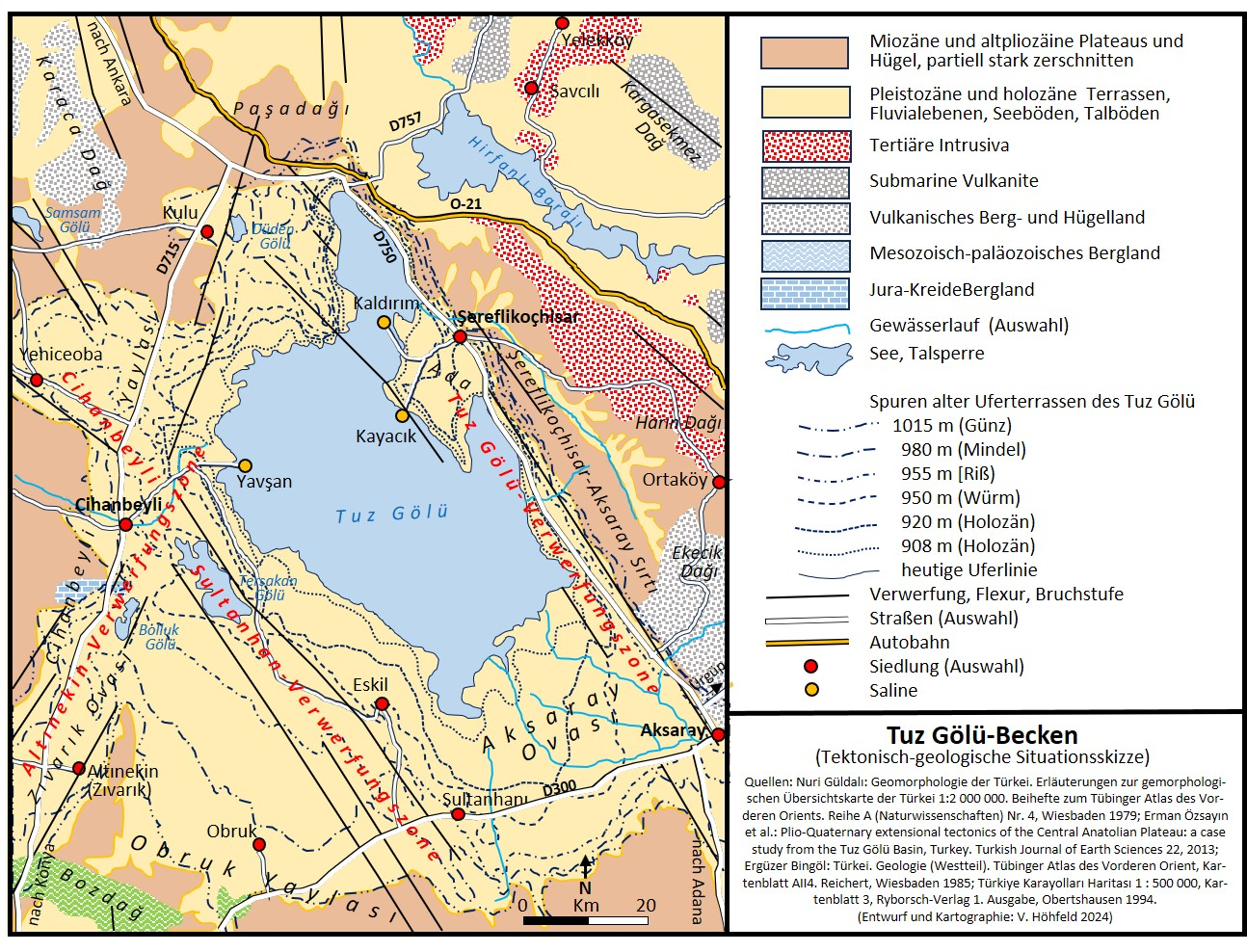
Die Karte zeigt die rezente tektonisch-geologische Situation des inneranatolischen Tuz-Gölü-Beckens in der Türkei mit dem Salzsee (Tuz Gölü) südlich von Ankara zwischen dem Paşadağı im Norden, der Obruk Yaylası im Süden, der Cihanbeyli Yaylası und der Zıvarık Ovası im Westen sowie der Şereflikoçhisar–Aksaray Sırtı im Osten.

Das große abflusslose Becken des Tuz Gölü erstreckt sich im Norden der flachen neogenen Seekalk-Tafel der Obruk Yaylası, die die Konya-Ebene im Norden umsäumt. Das wenig über 900 m Höhe eingesenkte Becken ähnelt einer seichten Pfanne und wird zu größeren Teilen vom flachen Salzsee des Tuz Gölü (s. u.) eingenommen. Es wird vor allem aus tertiären, zumeist neogenen wenig verfestigten, horizontal lagernden Mergeln, Sand- und Kalksteinen aufgebaut und wird von allen Seiten von einem nur wenig zertalten Hügel- und Tafelland umsäumt. Als Folge der über längere Zeiträume aktiven Tektonik umgeben viele Gesteinsformationen unterschiedlichen Alters und unterschiedlicher lithologischer Eigenschaften den See und das Seebecken. Die ältesten Formationen des Beckens bestehen aus metamorphem Grundgebirgsmaterial aus dem Paläozoikum: Granit, Gneis, Schiefer und Marmor des Kırşehir-Massivs im Osten und Marmor des Bozdağ-Massivs im Südwesten. Jüngere Gesteine aus dem Mesozoikum bestehen aus Ophiolith und Flysch der Oberkreide. Paläozäne und eozäne marine Gesteine, die zu känozoischen Formationen gehören, sind Mergel, Sandstein und Kalkstein. Die oberen Schichten der Eozän- und Oligo-Miozän-Einheiten bestehen aus Gips und Mergel bzw. Ton im Wechsel. Aus dem Quartär gibt es Hinweise auf vulkanische Aktivität.
Die stratigraphische Sedimentabfolge im Tuz Gölü-Becken beginnt im Liegenden mit terrestrischen klastischen Ablagerungen aus der Oberkreide und dem Paläozän sowie marinen Sedimenten aus dem Eozän, die über einem kristallinen Grundgebirge aus metamorphen Gesteinen und gemischten ophiolitischen Einheiten abgelagert wurden. Die vermerkte Eozän-Sequenz (Sedimentfolge) ist durch dünn- bis mittelschichtige Evaporite aus dem Oligozän versiegelt. Kontinentale klastische Gesteine, darunter rot-gelbe, mittel- bis dickschichtige Konglomerat- und Sandsteinwechselschichten, bilden die obersten Schichten der Oligozän-Sedimente. Obermiozän-Pliozän-Einheiten, die aus gräulichen, dünn- bis mittelschichtigen Konglomerat-Sandstein-Schlammsteinwechselschichten bestehen, bedecken die älteren Gesteine über einer Diskordanz. Sie werden von einer rosa-weißen Ignimbrit-Schicht überlagert, die wiederum auf der Westseite des Beckens von einer kreuzgeschichteten Sandstein-Tonstein-Wechselschicht und auf der Ostseite von roten Klastika überlagert ist. Im östlichen Teil des Tuz-Gölü-Sees werden diese Einheiten von einer weißen Ignimbrit-Schicht bedeckt. Gelblich-weiße fossilienhaltige tonige Kalksteine und grüne Tonsteine bilden die obersten Teile dieser Abfolge, die diskordant von quartären Terrassen- und Schwemmfächerablagerungen sowie Evaporiten des Tuz-Gölü-Sees überlagert wird.

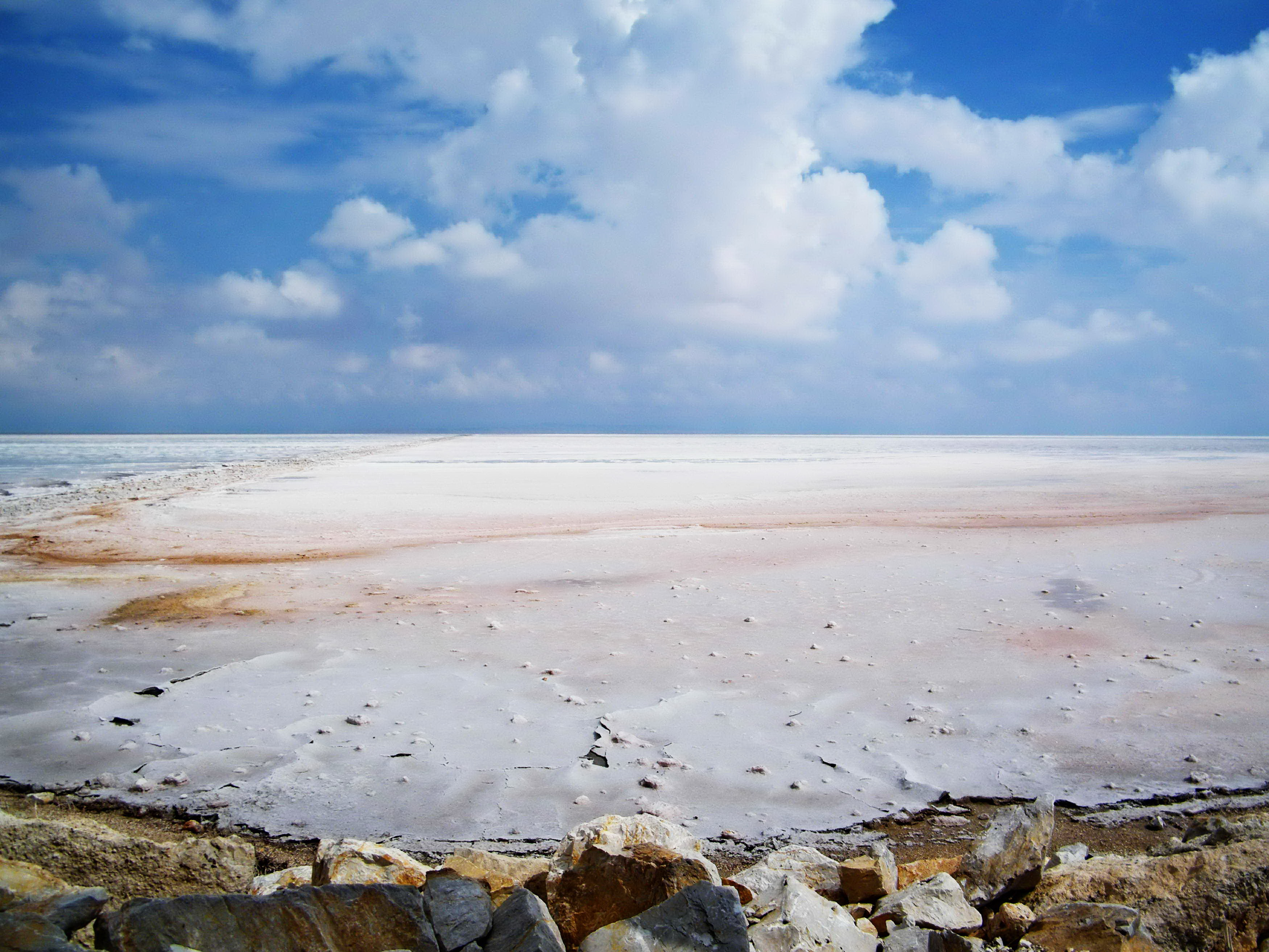
Das Becken des Tuz Gölü weist eine nordsüdliche Länge von 110 km und eine Breite von 20–60 km auf. Es hat eine Flächenausdehnung von etwa 5500–6000 km². Davon werden etwa 20 % vom Tuz Gölü bedeckt.

Das Becken des Tuz Gölü weist eine nordsüdliche Länge von 110 km und eine Breite von 20–60 km auf. Es hat eine Flächenausdehnung von etwa 5500–6000 km². Davon werden nach Erol 1100 km² bzw. nach Ardel 1620 km² vom Tuz Gölü bedeckt. Saliha Koday gibt den See mit einer Fläche von etwa 1660 km² an (1665 km² nach Erman Özsayınet al.) und bezeichnet ihn als wichtigsten Salzsee der Türkei. Er gilt mit einem Salzgehalt von bis zu 32,9 % als einer der salzigsten Seen der Welt (z. Vergleich: Totes Meer 34,2 %, Assalsee in Dschibuti 34,8 %, Großer Salzsee in Utah USA 25 %). Im See gibt es drei Salinen: Yavşan Tuzlası (siehe unten), Kaldırım Tuzlası und Kayacık Tuzlası. Im Jahr 1997 wurden 1.707.782 Tonnen Salz aus dem Tuz Gölü gewonnen, was 73,3 % der türkischen Salzproduktion (2.329.399 Tonnen) entspricht. Die ausgedehnte Depression des Tuz-Gölü-Beckens enthält neben dem Großen Salzsee noch den an Natriumsulfat reichen 120 km² großen Tersakan Gölü, den 11,5 km² großen Bolluk Gölü und den Düden Gölü/Küçük Göl mit 8 km² Fläche im Nordwesten bei Kulu sowie im Südwesten und Westen des Tuz Gölü die Depressionen von Altınekin (Zıvarık Ovası) und Yenice (Yeniceoba).

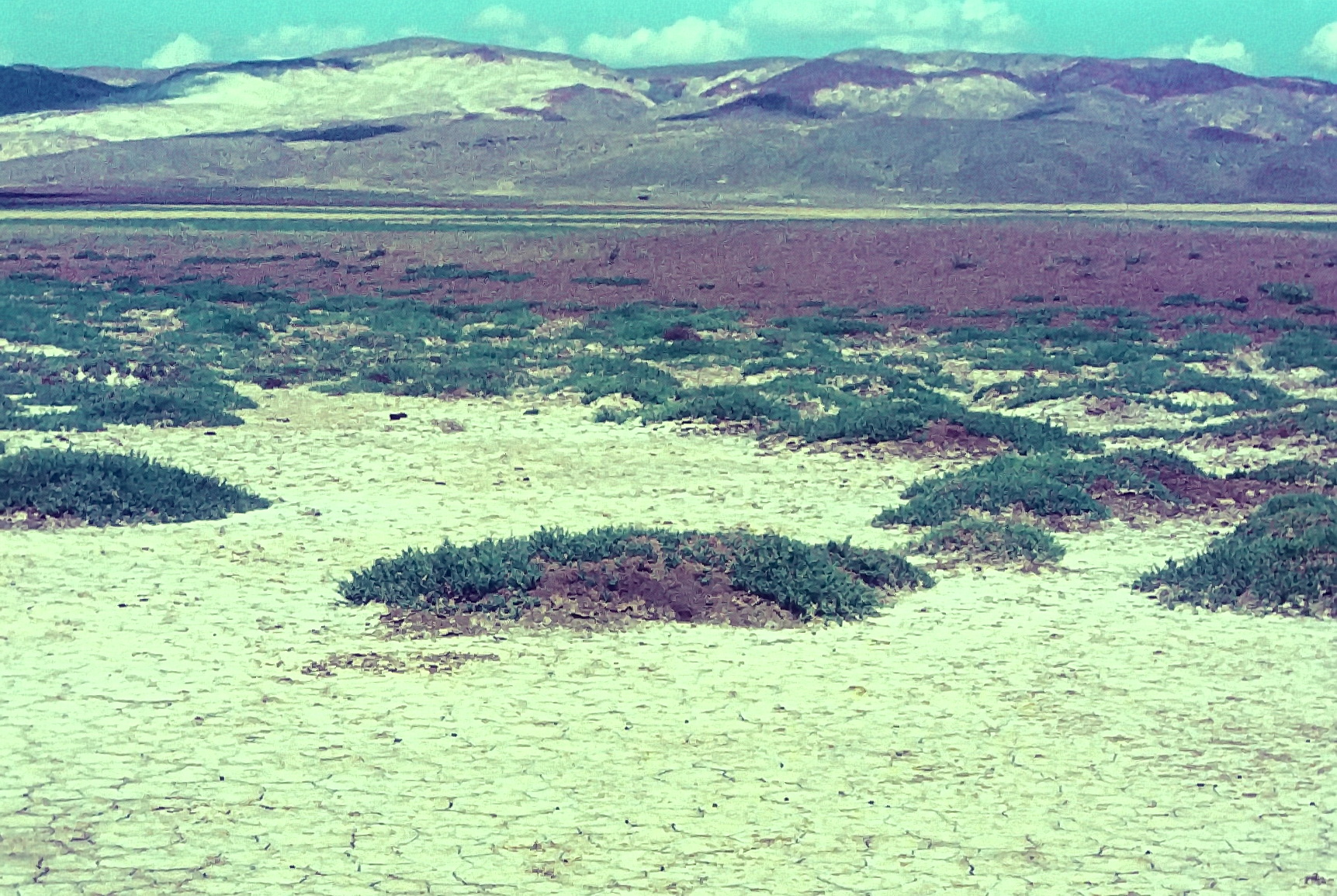
Im Osten des Tuz Gölü begrenzt die bis zu 200 m hohe Bruchstufe des Şereflikoçhisar-Aksaray-Rückens (Şereflikoçhisar-Aksaray Sırtı) das dort von Halophyten-Vegetation durchsetzte Tuz-Gölü-Becken.

Das Tuz Gölü-Becken ist umgeben vom Paşa Dağı (1288 m) im Norden, der Bruchstufe zwischen Şereflikoçhisar und Aksaray im Osten, dem Cihanbeyli-Plateau im Westen, dem Bozdağ-Massiv im Südwesten und dem Obruk-Plateau im Süden. Während die Senke im Norden, Süden und Westen mit sanft geböschten Hängen allmählich ansteigt, wird sie im Osten von der steilen, über 125 km geradlinig NNW-SSO verlaufenden, durchschnittlich 200 m hohen Bruchstufe von Şereflikoçhisar begrenzt, wo das Hochland von Yozgat-Kırşehir (Kırşehir-Massiv) gegen SW endet. Am steilen Hang der Stufe fallen unter den Mergeln, Sandsteinen und Konglomeraten des jüngeren Tertiärs als schmaler Streifen Mergel und Gipsformationen des Alttertiärs (Eozän, 0ligozän) auf. Hier und da kommen dort auch Granit und etwas salzhaltiges Alttertiär zum Vorschein. Diese salzführenden Schichten - und nicht allein die Abflusslosigkeit des Beckens - dürften unter anderem die Ursache dafür sein, dass der Tuz Gölü bei Wasserhochstand im Winter als sehr seichter See eine mit 23 % Salzgehalt fast gesättigte Salzlauge darstellt. Der im Osten dahinter aufragende Rücken der leicht welligen pliozänen Einebnungsfläche der Şereflikoçhisar-Aksaray Sırtı dacht sich ostwärts von 1350 m auf 1200–1250 m allmählich ab.

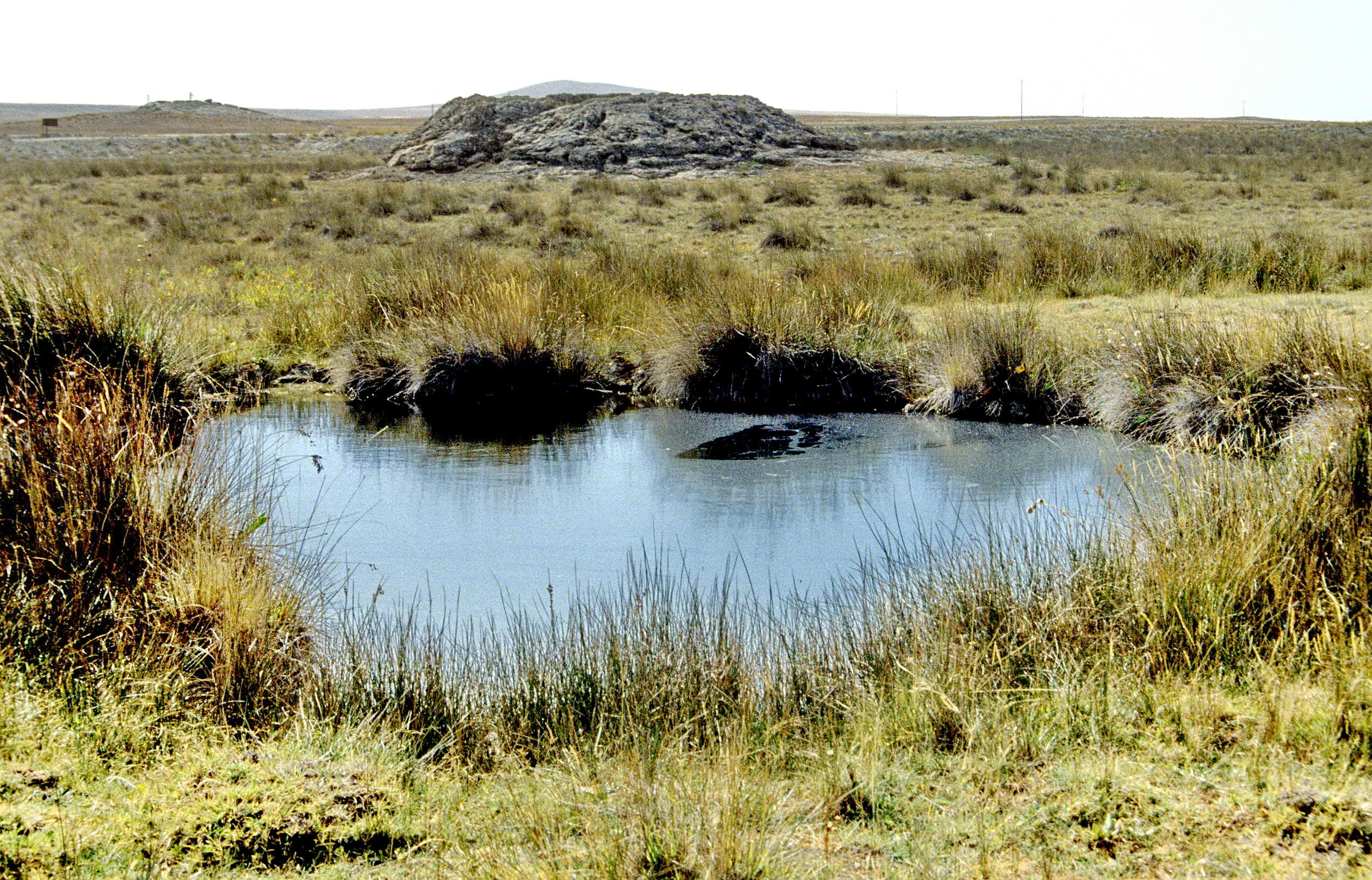
Am Bolluk Gölü liegen auf dem Kalkplateau bei Ilıca Yaylası zahlreiche Travertinkegel und Dolinen.

Am West- und Südrand des etwa 6000 km² großen Senkungsfeld des Tuz Gölü-Beckens sind derartige Spuren junger Tektonik nicht so deutlich ausgeprägt wie am Ostrand. Die dortigen moderaten Anstiege sind von breiten Muldentälern stark zergliedert, so dass sich keine Randbrüche feststellen lassen. Man hat jedoch Beobachtungen gemacht, die dort ebenfalls auf eine tektonische Einsenkung des großen Tuz-Gölü-Beckens hindeuten:
- Die sonst überall horizontal liegenden Süßwasserkalke des 0bruk-Plateaus fallen an ihrem Nordrand in Richtung Becken ein.
- Die alte 20–25-m-Uferterrasse des İnsuyu Çayı bei Cihanbeyli ist gegen den Tuz Gölü hin stark verbogen.
- In der westlichen Uferebene liegt am Bolluk Gölü auf den Alluvionen bei Ilıca Yaylası eine Anzahl von Travertinkegeln (Kalksinterhügel). Sie wurden von Quellen abgelagert, die an mehrere parallel in N-S, NO-SW-Richtung verlaufende, tiefgreifende Verwerfungen gebunden sind. Der hohe Kalkgehalt dieser Quellen lässt vermuten, dass unter den mächtigen Alluvionen jene neogenen Obruk-Süßwasserkalke liegen, die man bisweilen an der Oberfläche findet und die nur durch tektonische Absenkung in solche Tiefe gelangen konnten.[46]

## Klimatische Aspekte

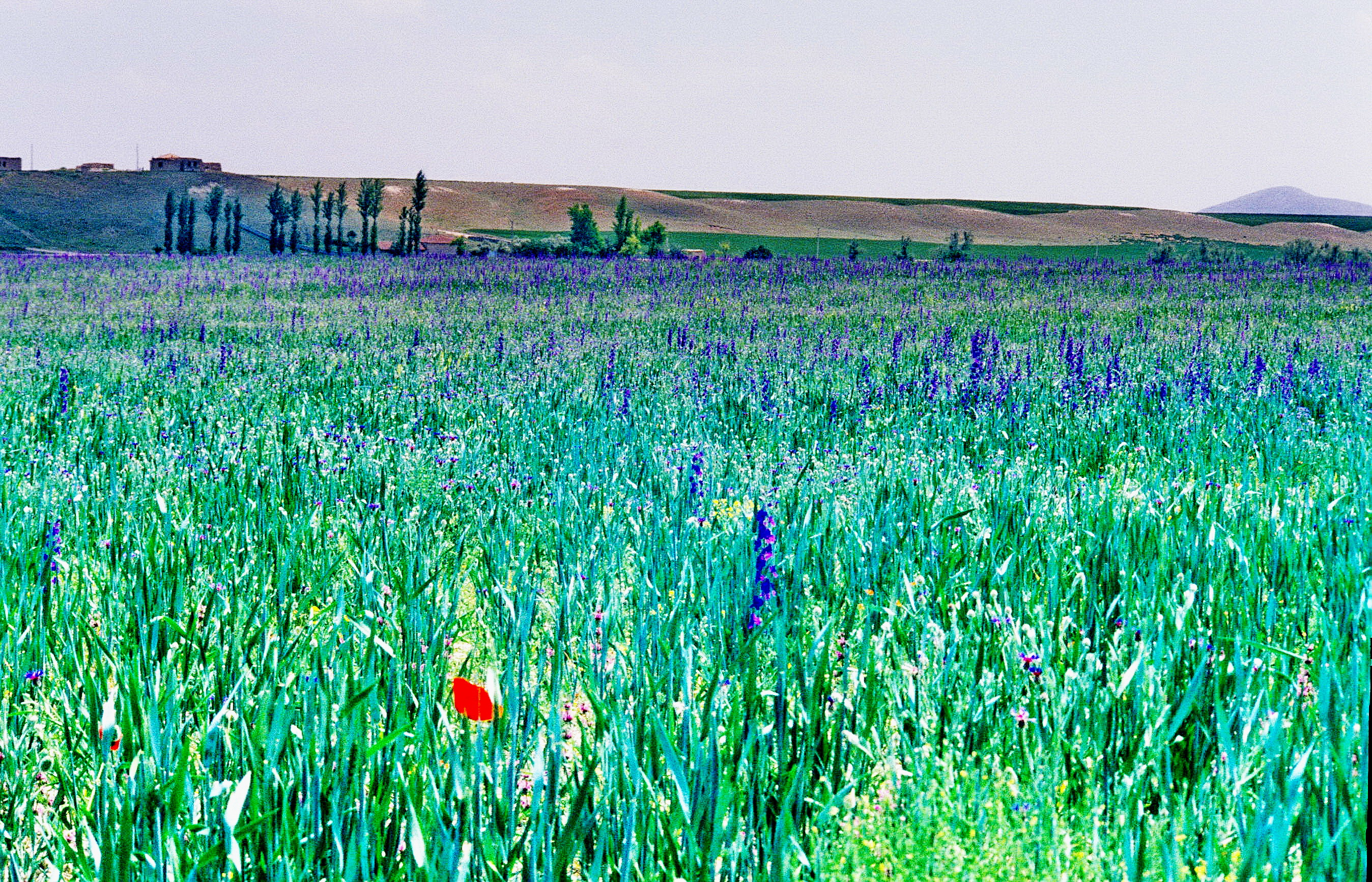
Auf den Getreidefeldern der landwirtschaftlich genutzten Steppenlandschaft des Tuz-Gölü-Beckens entfaltet sich im Frühjahr bisweilen eine üppig blühende Flora.

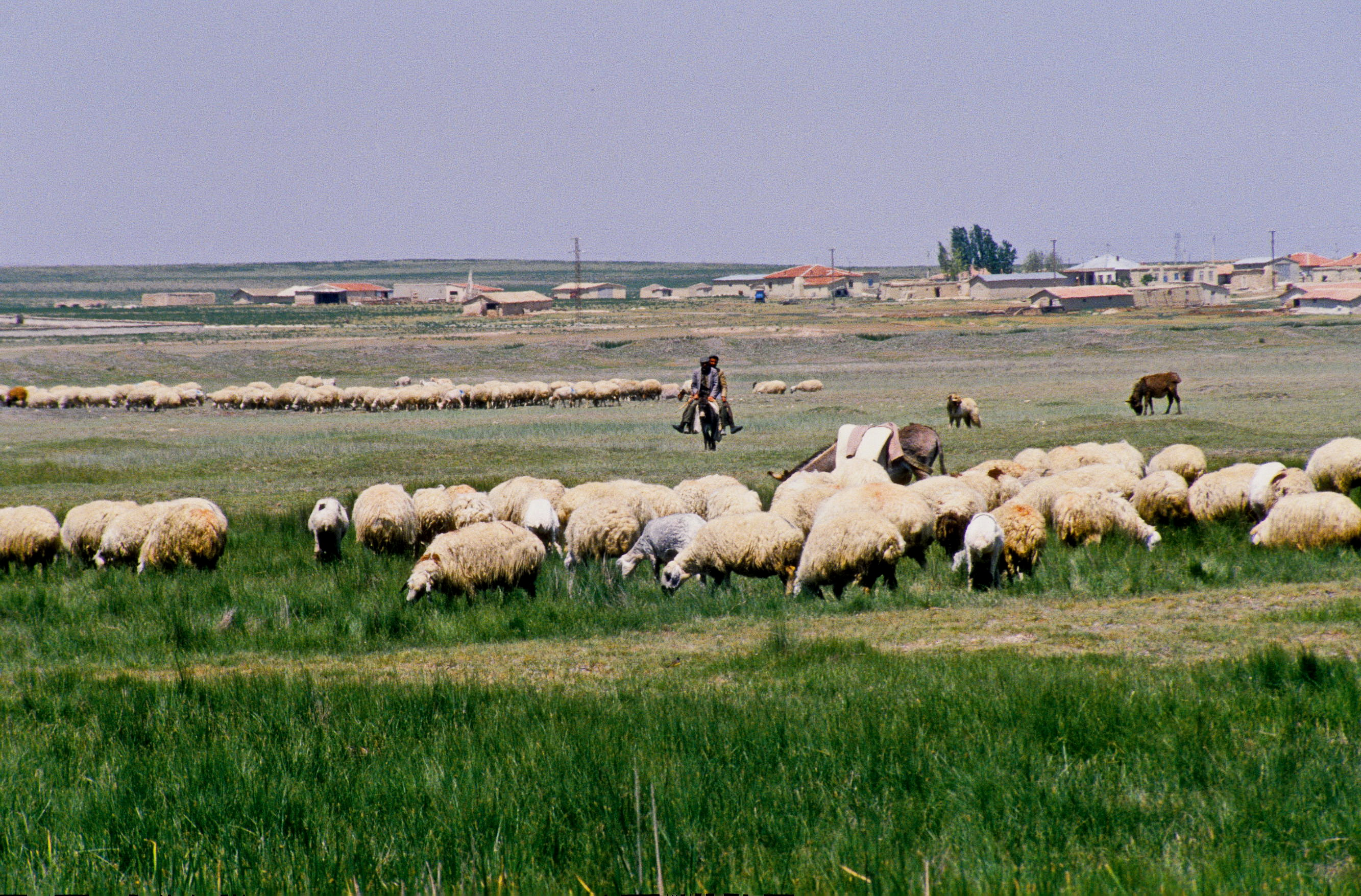
Schafherden sind als Weidetiere in den Steppengebieten des Tuz-Gölü-Beckens allgegenwärtig.

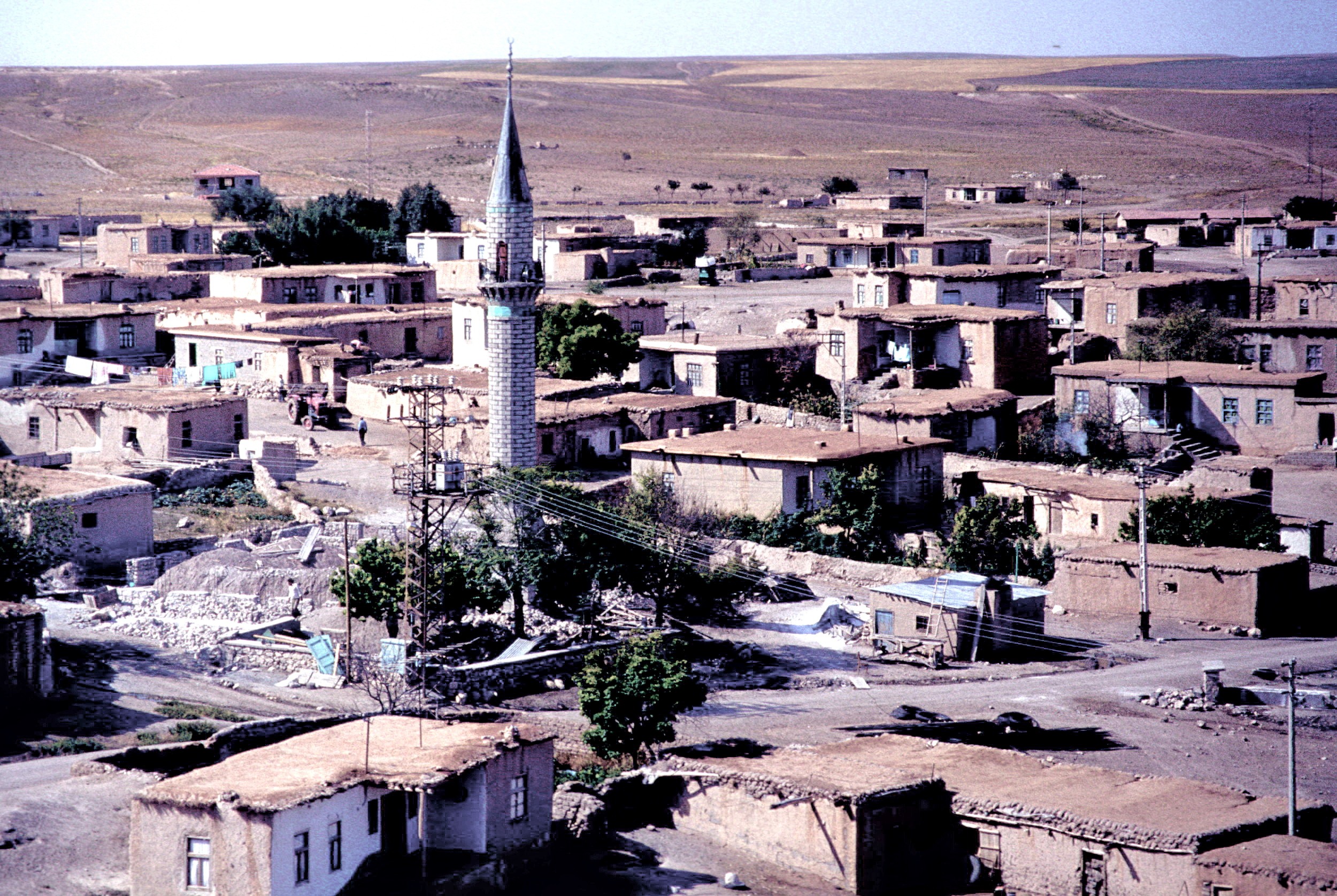
Die Region des Tuz-Gölü-Beckens ist durchsetzt mit Dörfern und Weilern mit ihren typischen zentralanatolischen Flachdachhäusern: Hier das Dorf Çorça Höyük (Damlakuyu)

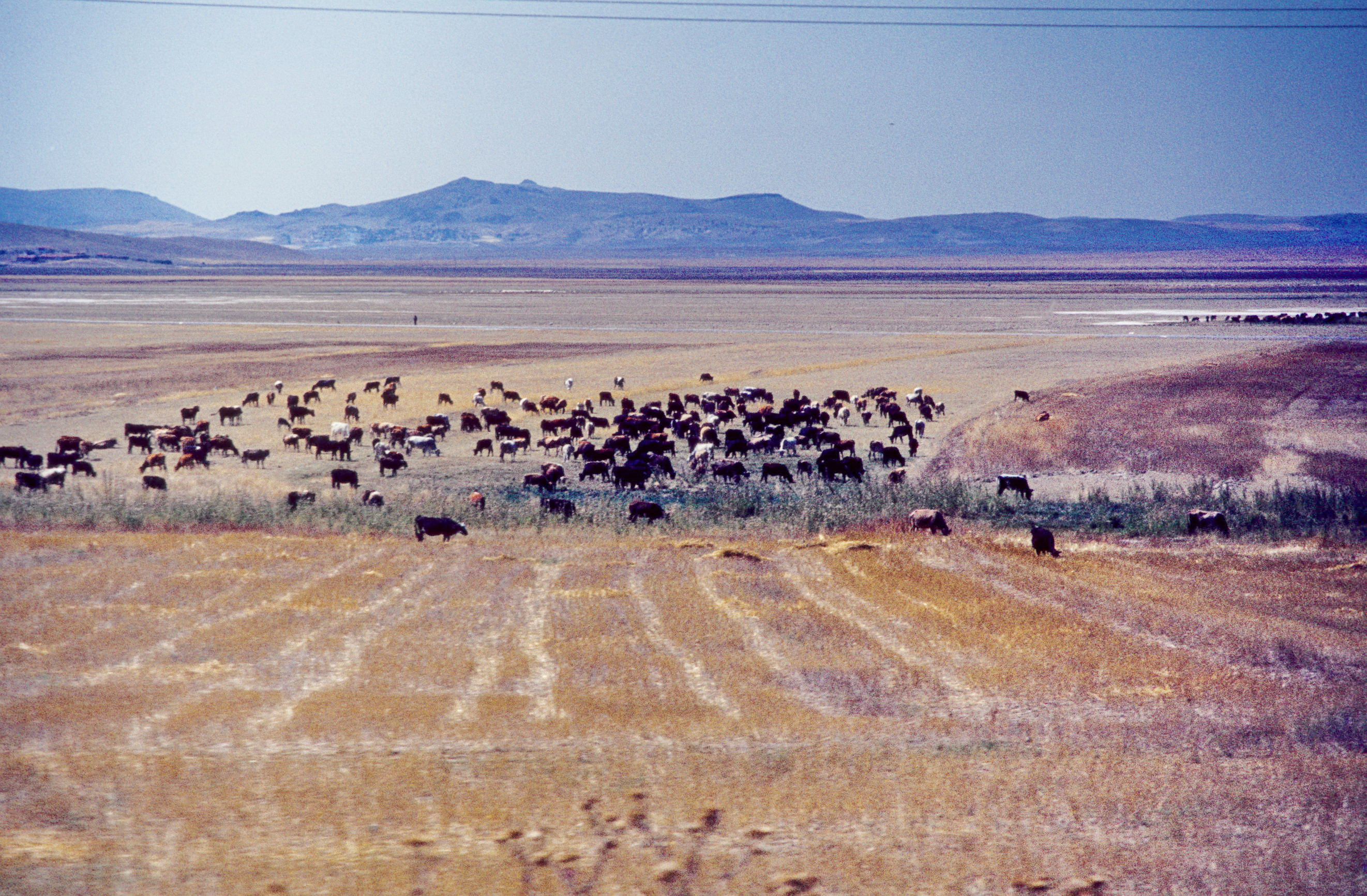
Fast überall in den Steppen- und Agrargebieten des Tuz-Gölü-Beckens trifft man auf kleinere oder größere weidende Rinderherden.

## Ökologische Situation der Region

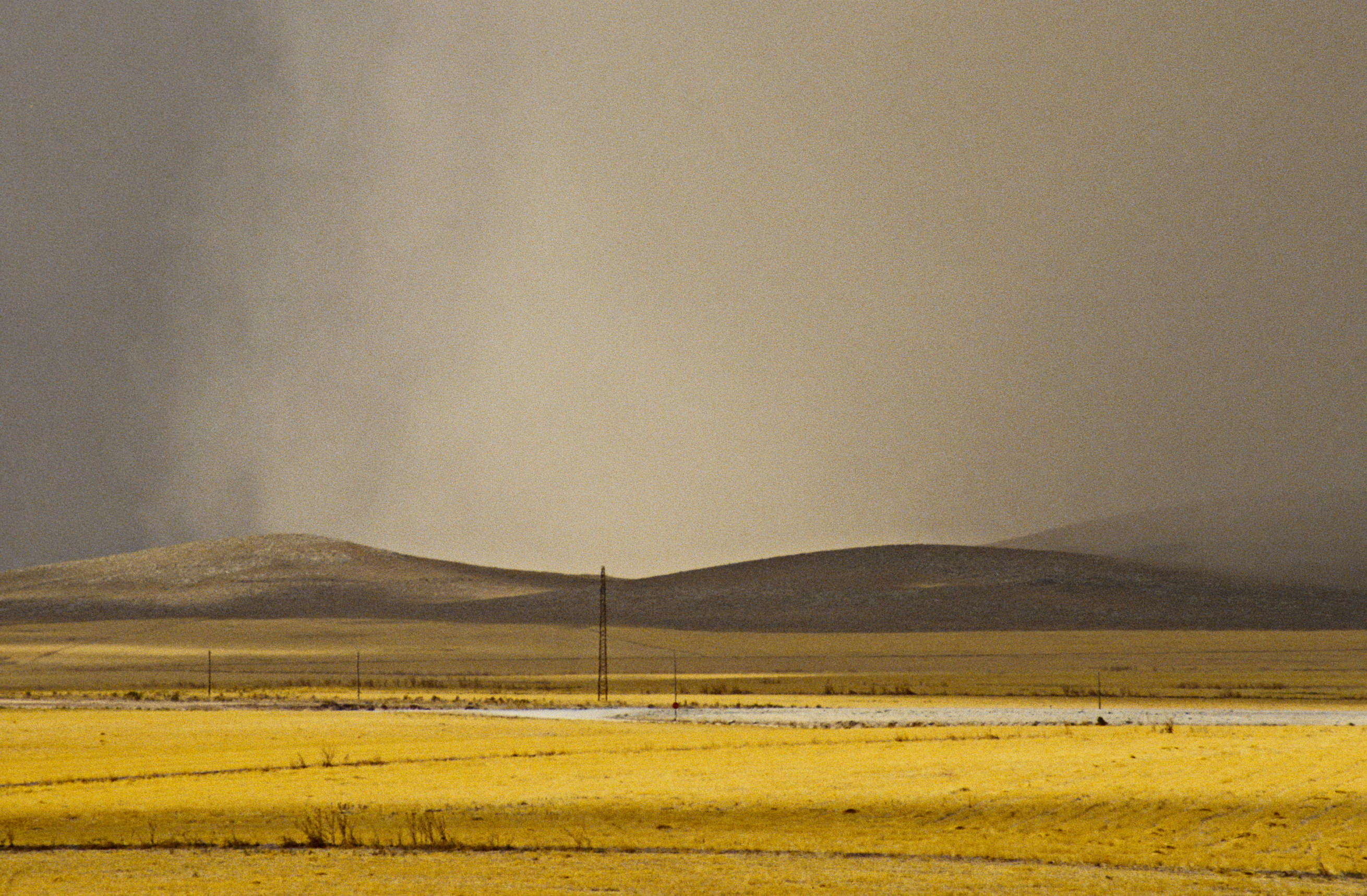
Aufzug eines Staubsturms am kleinen Salzsee Bolluk Gölü südwestlich des Tuz Gölü bei Ilıca Yaylası im Herbst 1990.

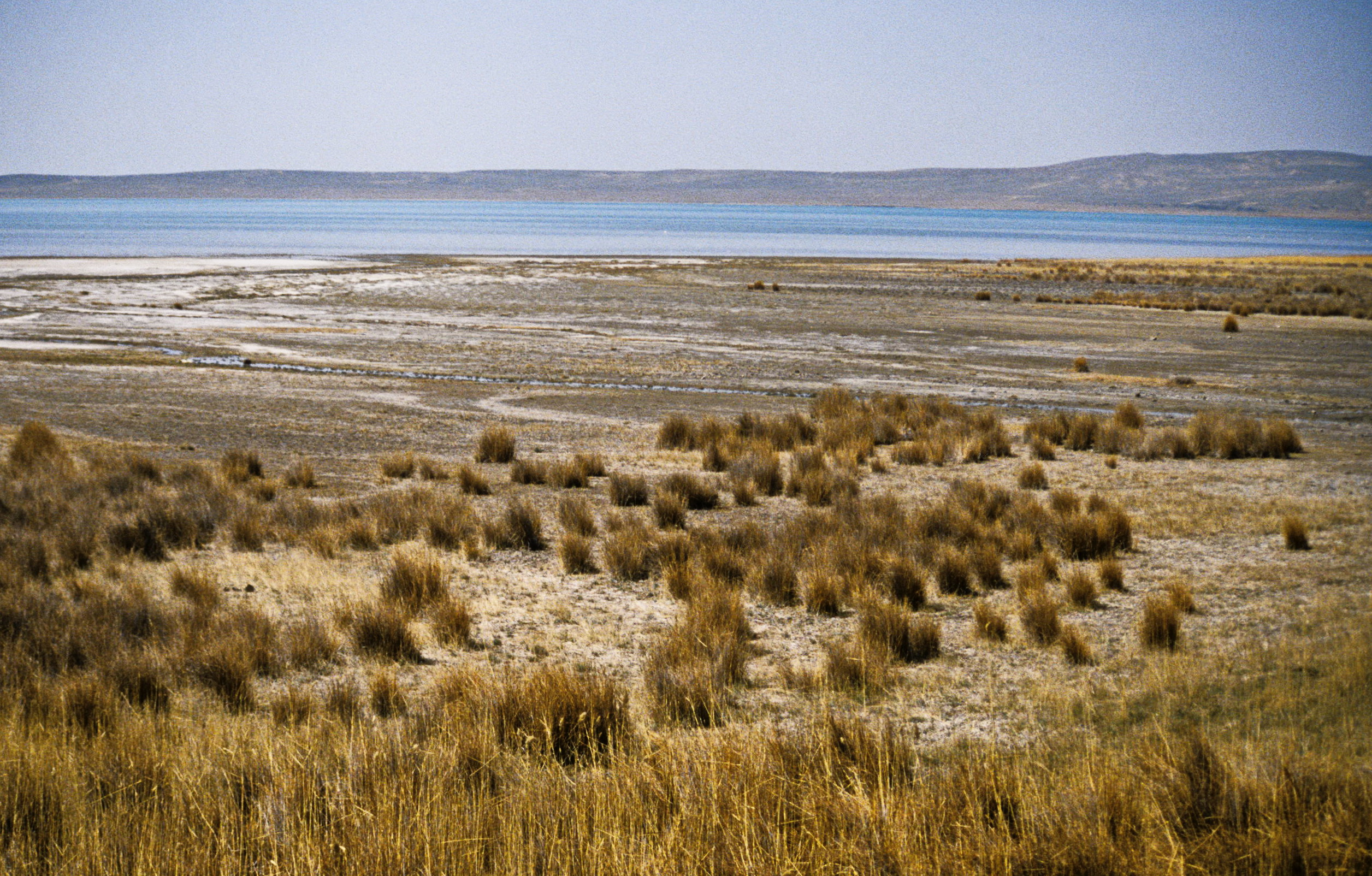
Die Halophytenzonen an den Ufern des Tuz Gölü zeigen zumeist mosaikartige Populationen mit unterschiedlicher floristischer Struktur.

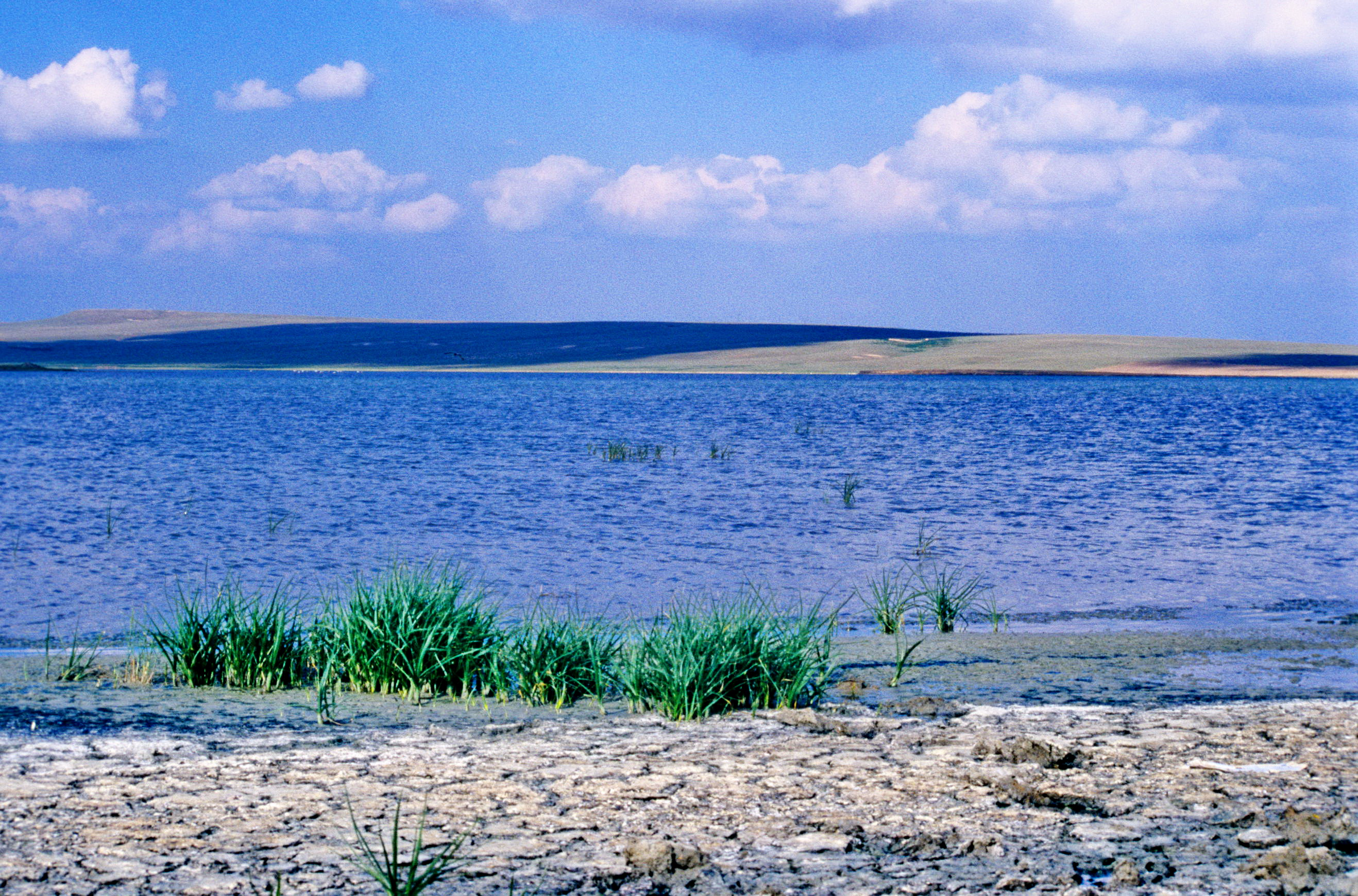
Im Uferbereich des Süßwassersees Küçük Göl bei Kulu stößt man auch auf diverse Lebensräume für Süßwasserpflanzen.

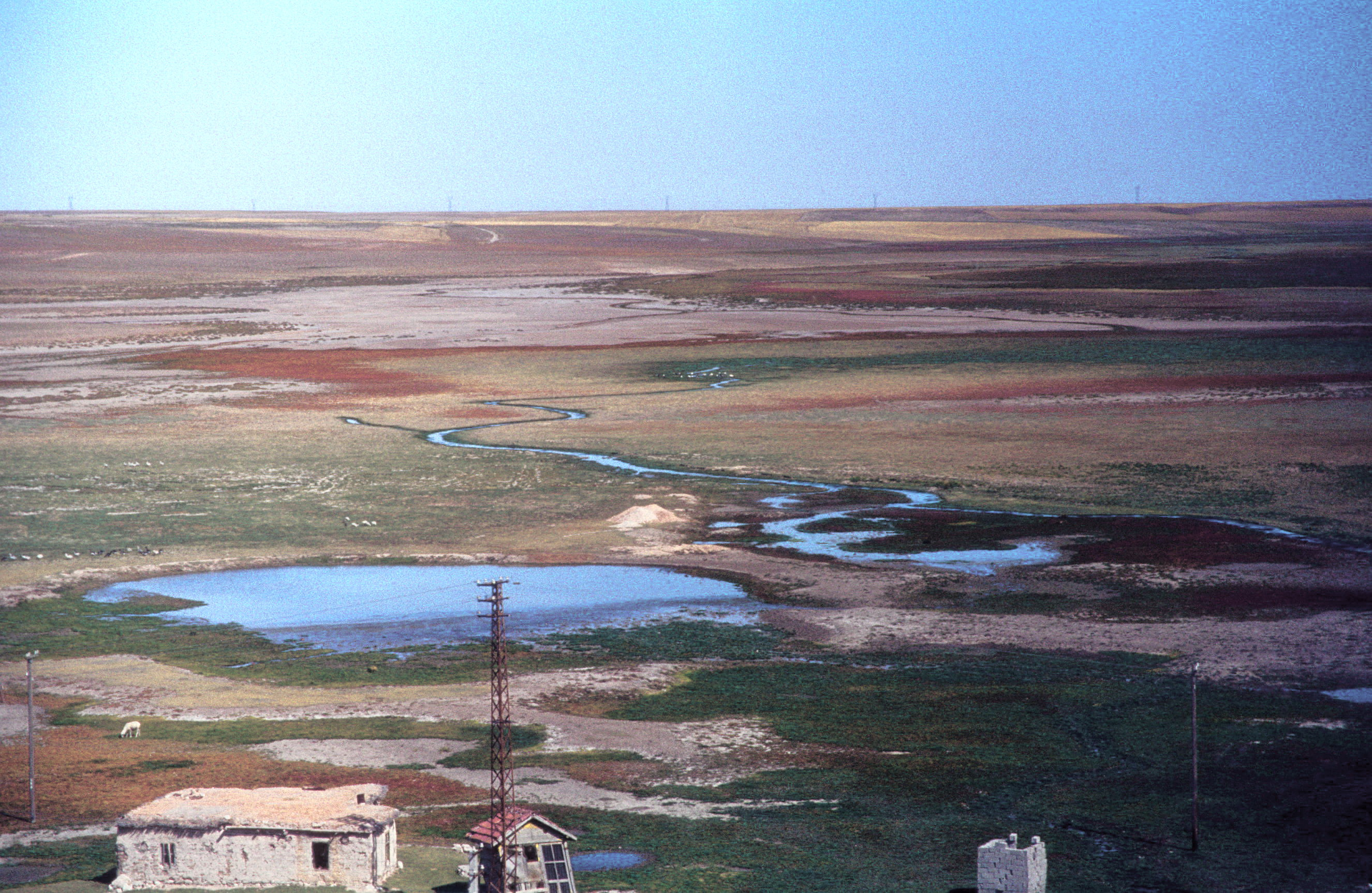
Bei Çorça Höyük bilden Süßwasserquellen oft einen kleinen See in der Steppenlandschaft.

## Bemerkungen zum Salzsee

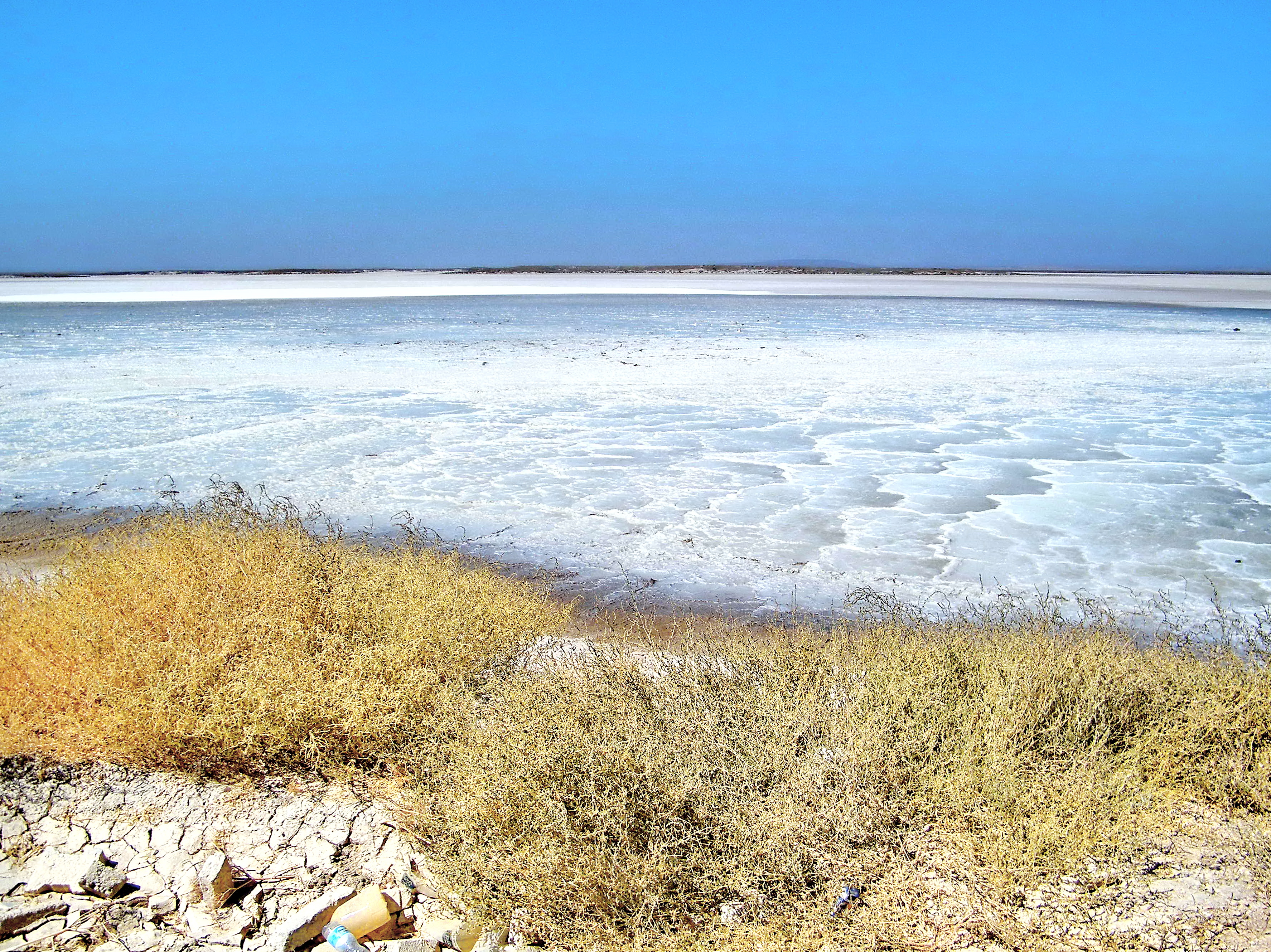
Im Laufe des Sommers bilden sich am Ufer des Tuz Gölü breite Streifen einer reinen flächendeckenden Salzschicht.

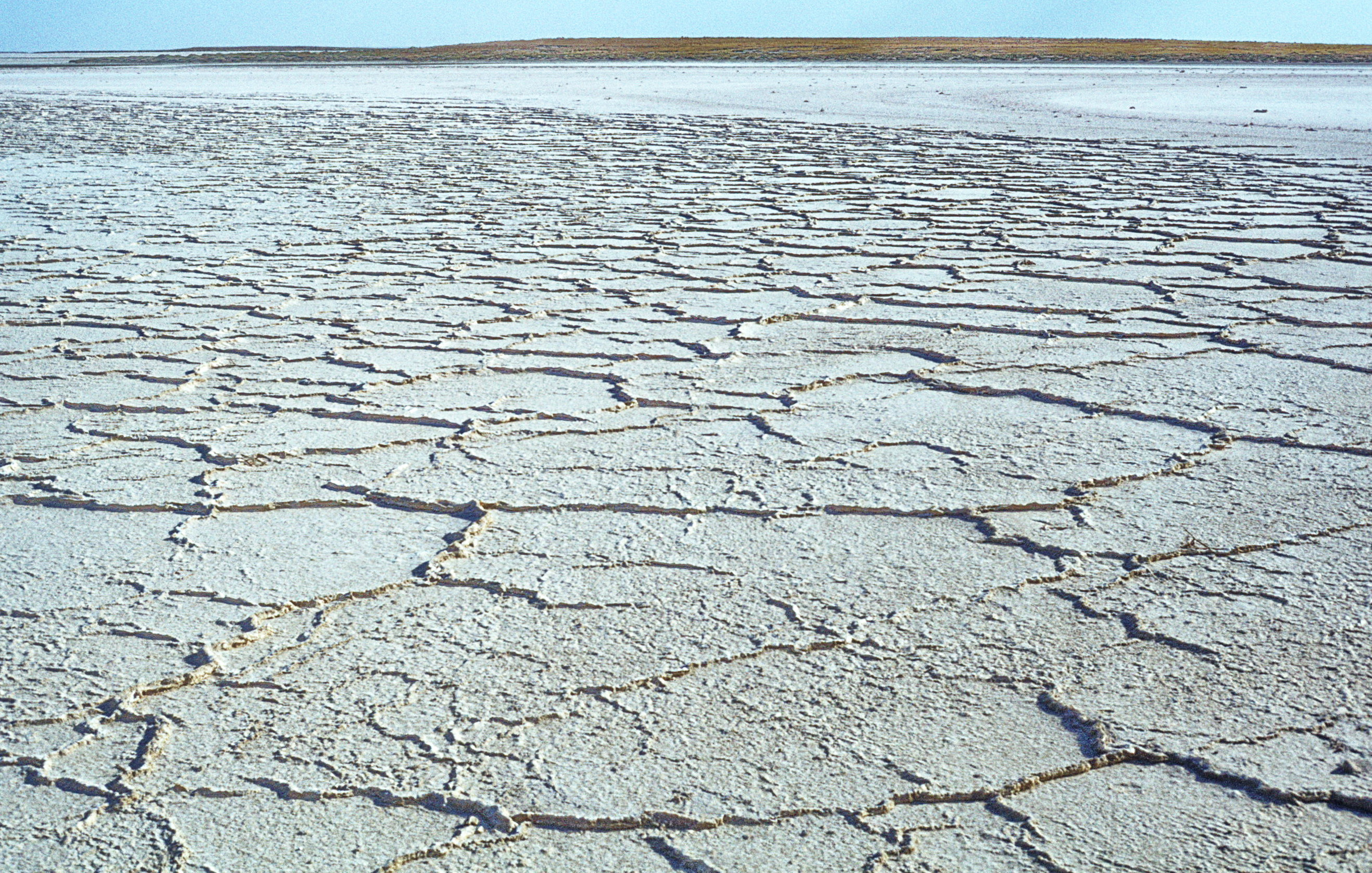
In der Salzkruste zeigen sich aufgrund der darunter liegenden Tone häufig charakteristische Dehnungs- und Schrumpfungsmuster.

### Das Beispiel einer Saline: Yavşan Tuzlası

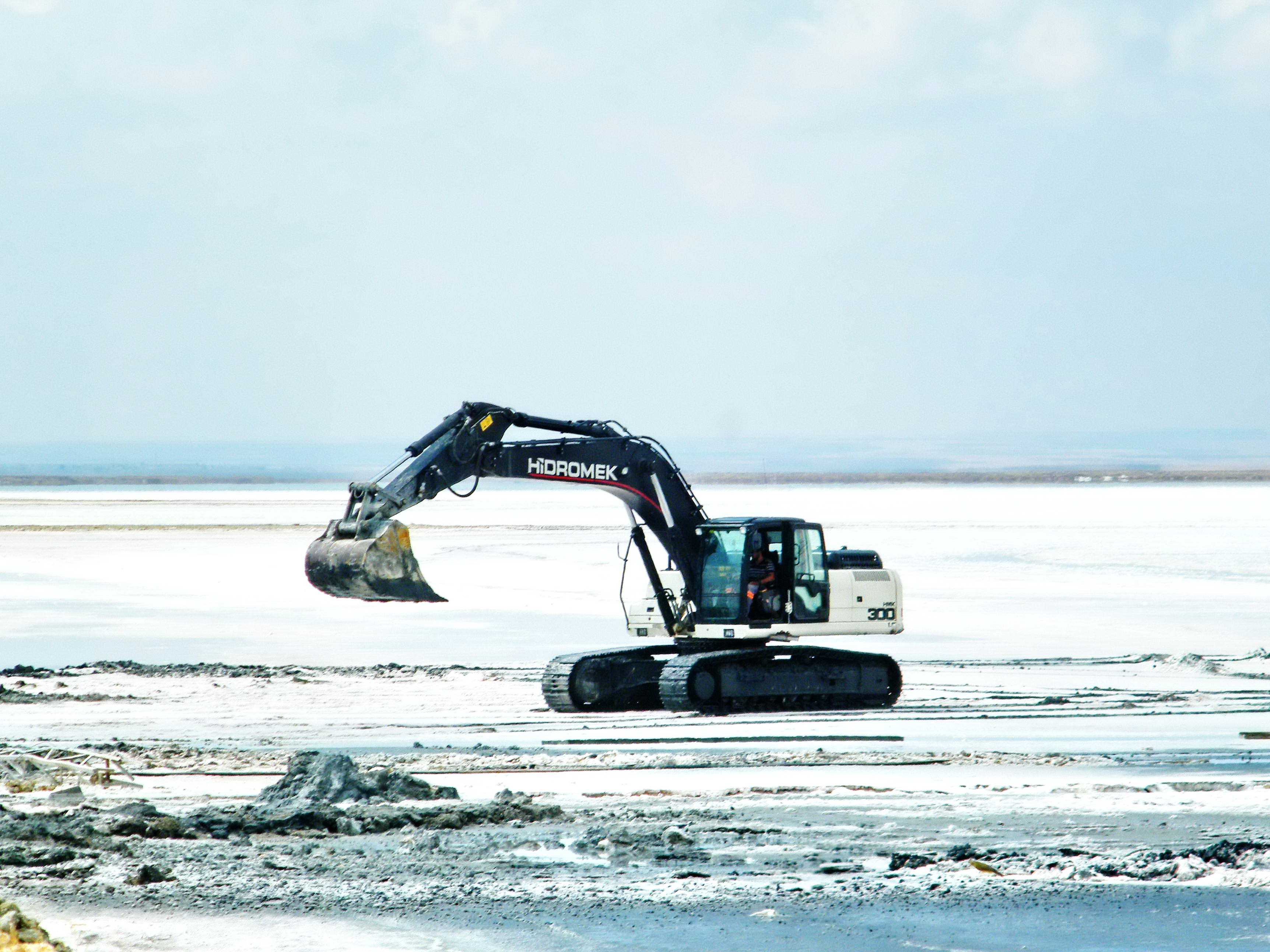
Bagger beim Salzabbau in der Saline Yavşan Tuzlası bei Cihanbeyli.

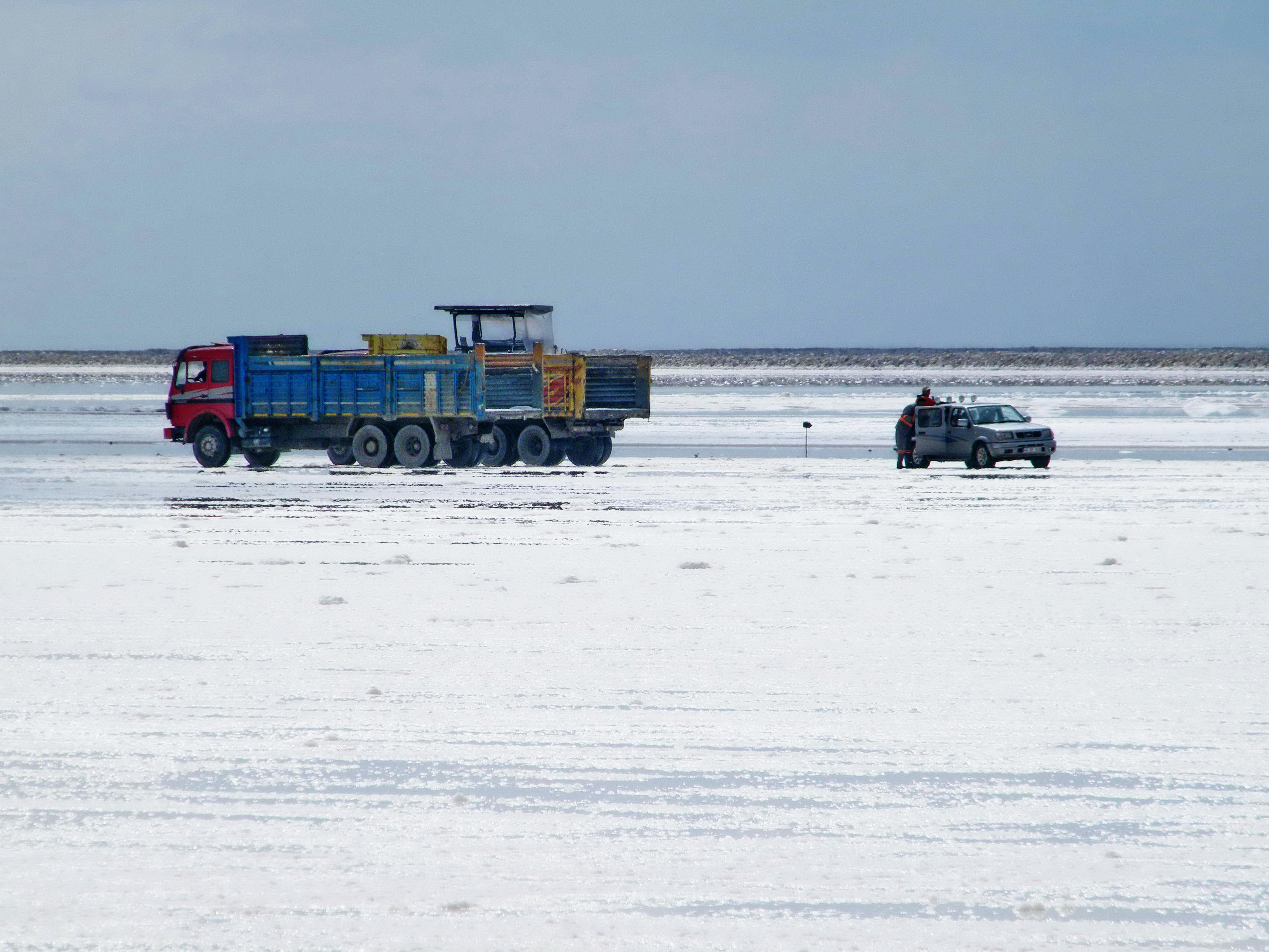
Gerätetransport auf dem Tuz Gölü bei der Saline Yavşan Tuzlası (Cihanbeyli).

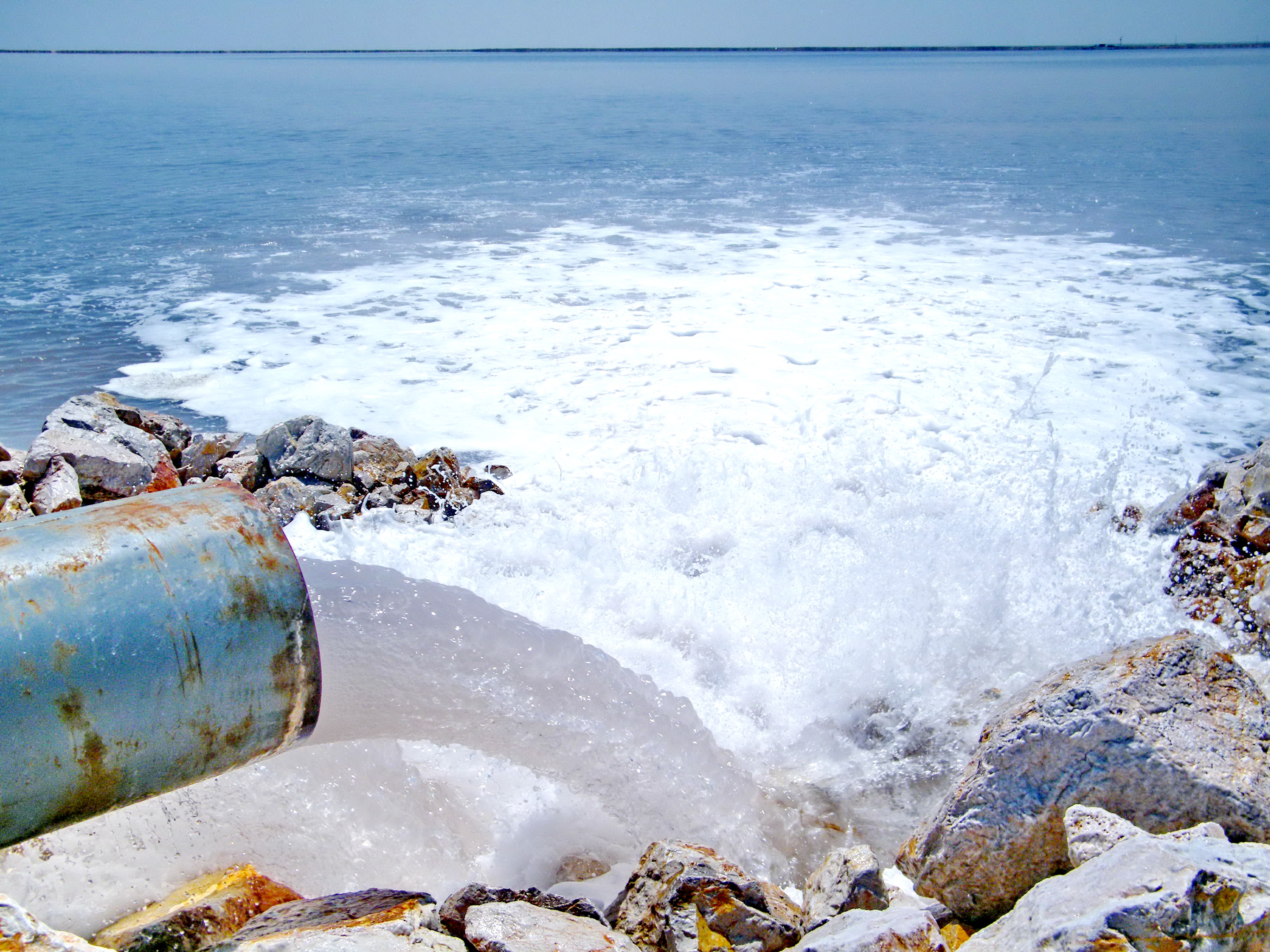
Die Verdunstungsbecken werden regelmäßig im Frühjahr zur Evaporation mit Salzlauge gefüllt.

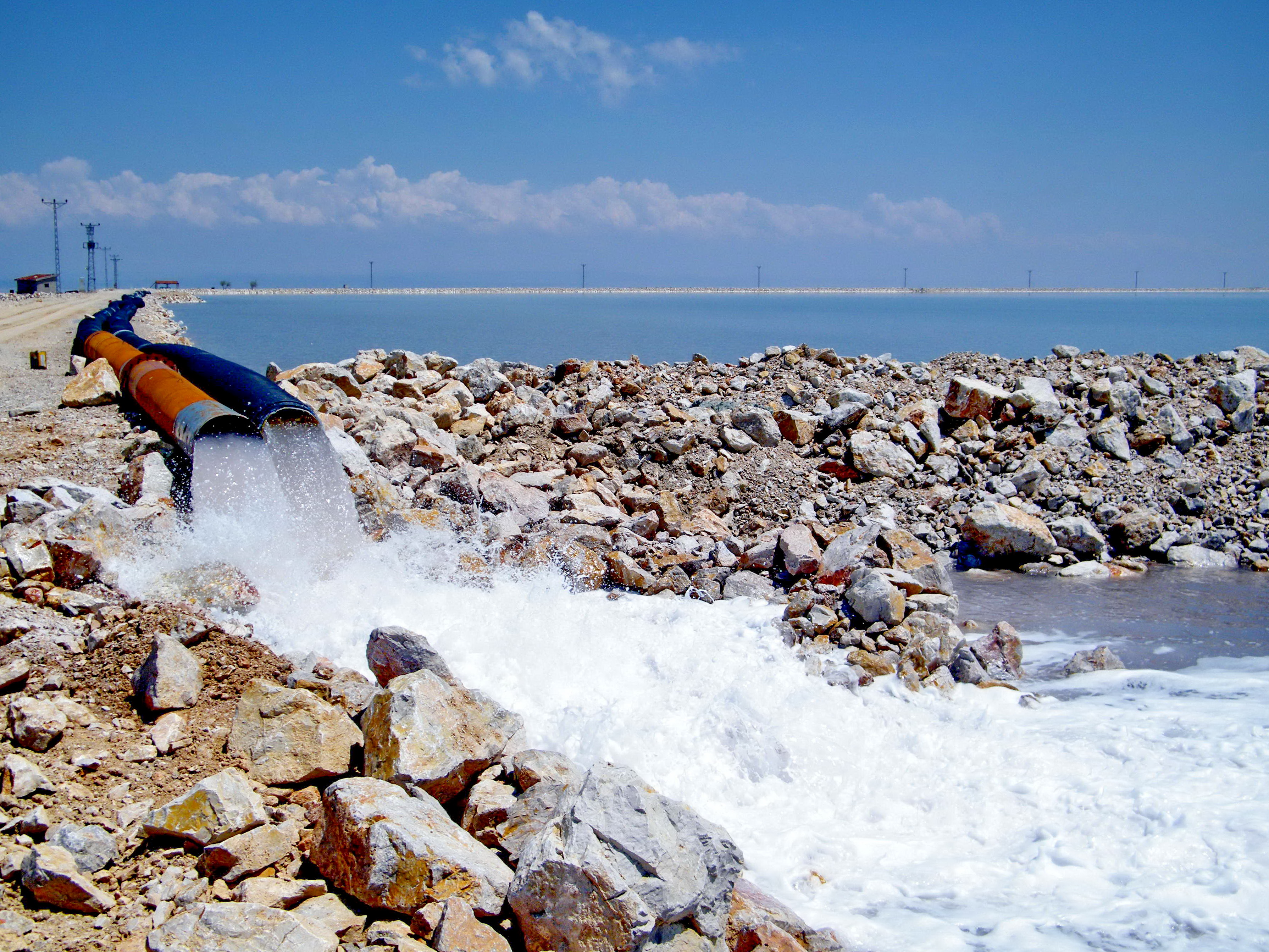
Die Verdunstungsbecken der Yavşan Tuzlası haben eine jährliche Produktionskapazität von 350.000 Tonnen.

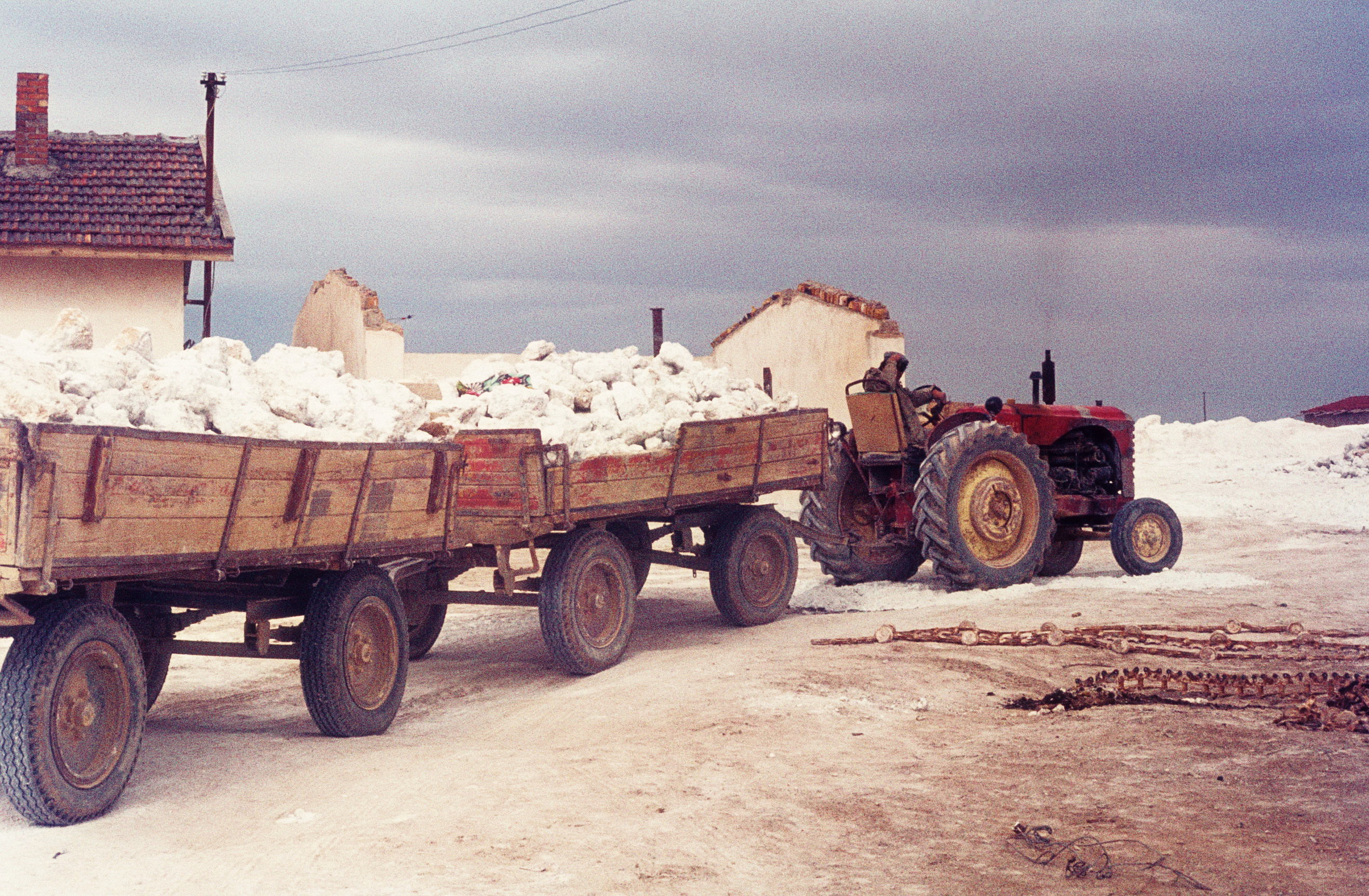
In den 1970er Jahren wurde das in der Yavşan Saline gebrochene Salz noch mit Traktorgespannen und Lastkraftwagen zur Weiterverarbeitung zu Salzfabriken in Cihanbeyli gebracht.

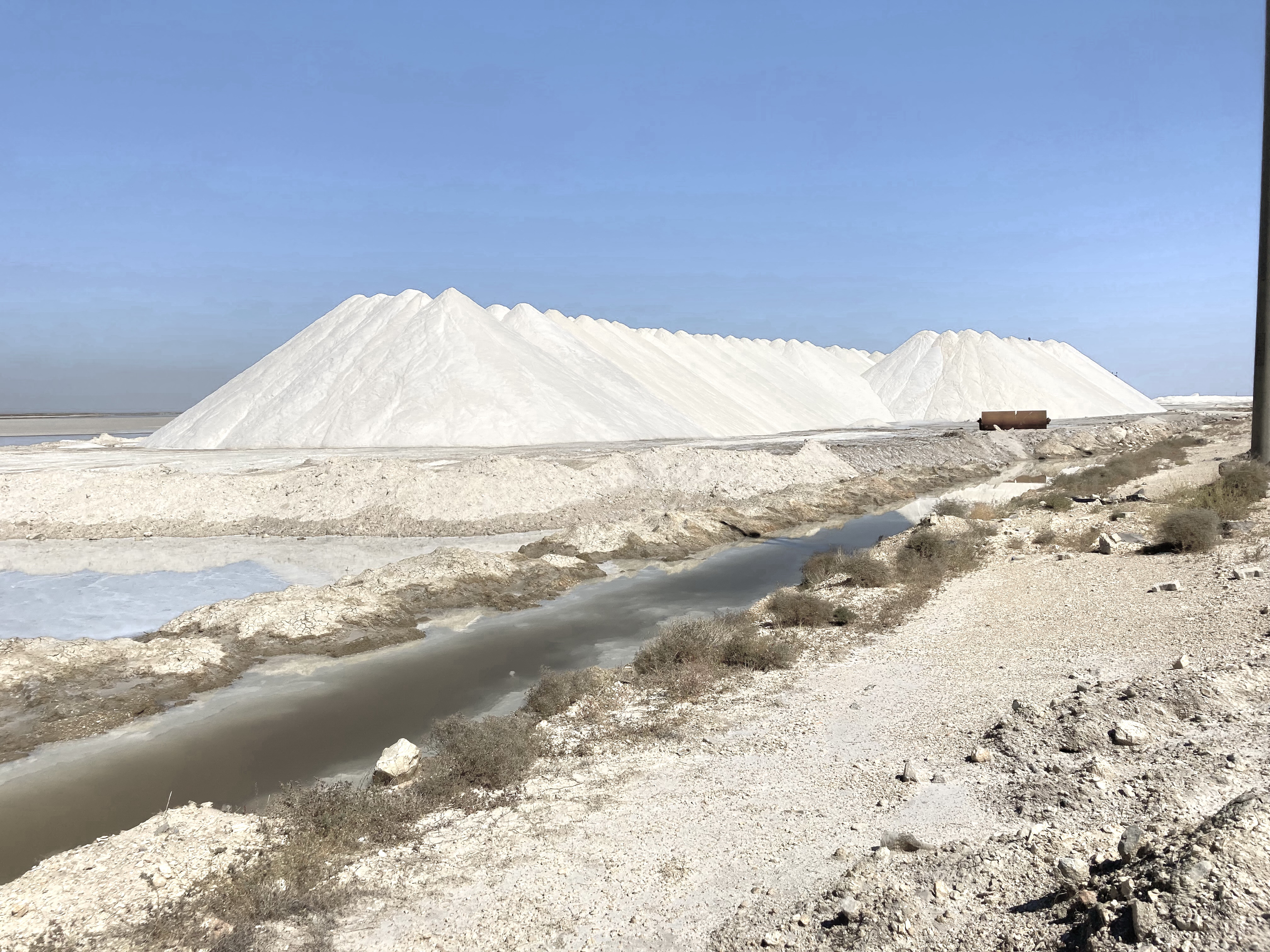
Das aus den Becken transportierte Salz der Yavşan-Saline wird bis zum endgültigen Abtransport zu Prisma-Halden aufgeschüttet.

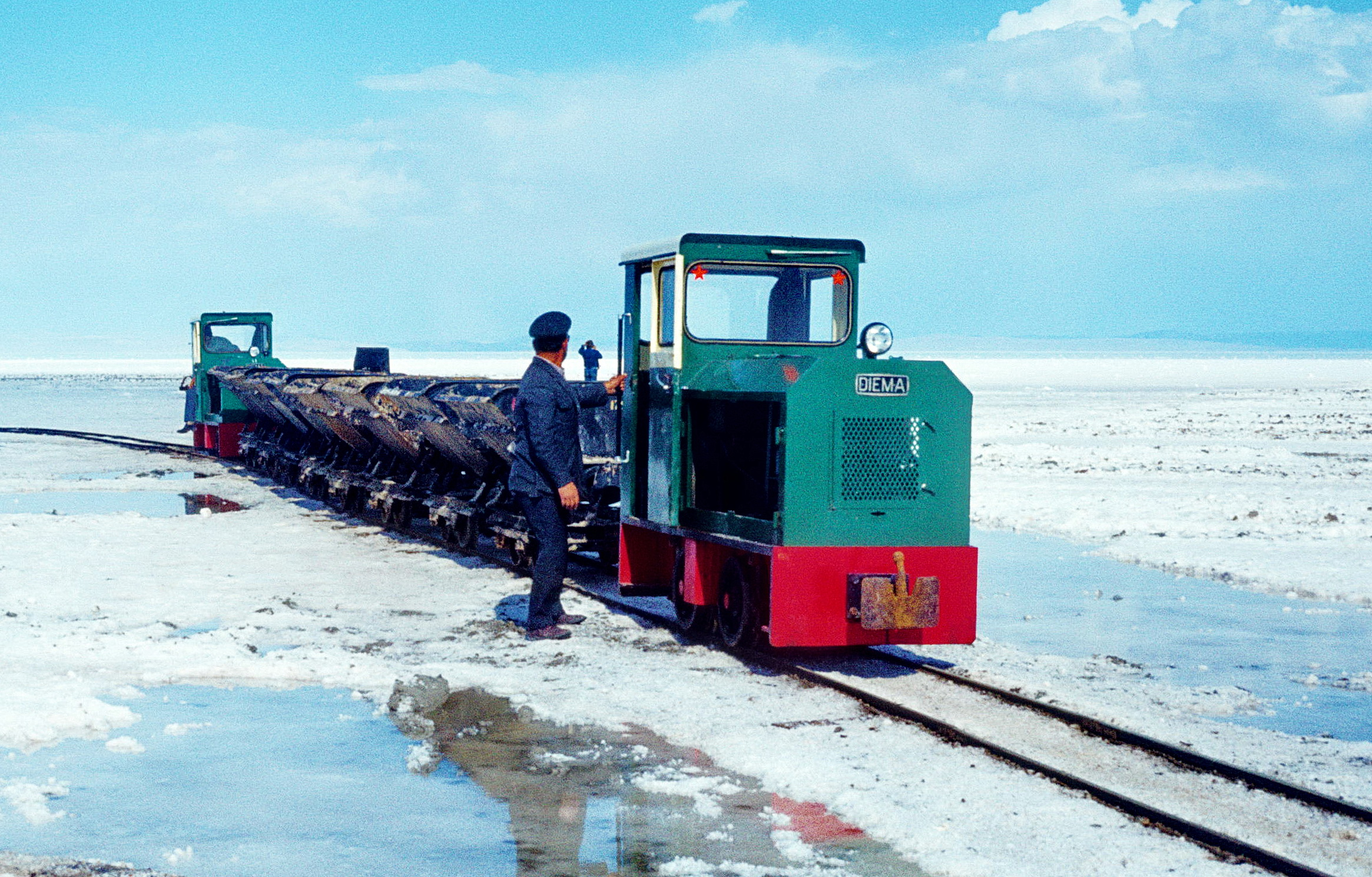
Kleiner leerer Salzzug in der Saline Yavşan Tuzlası 1978

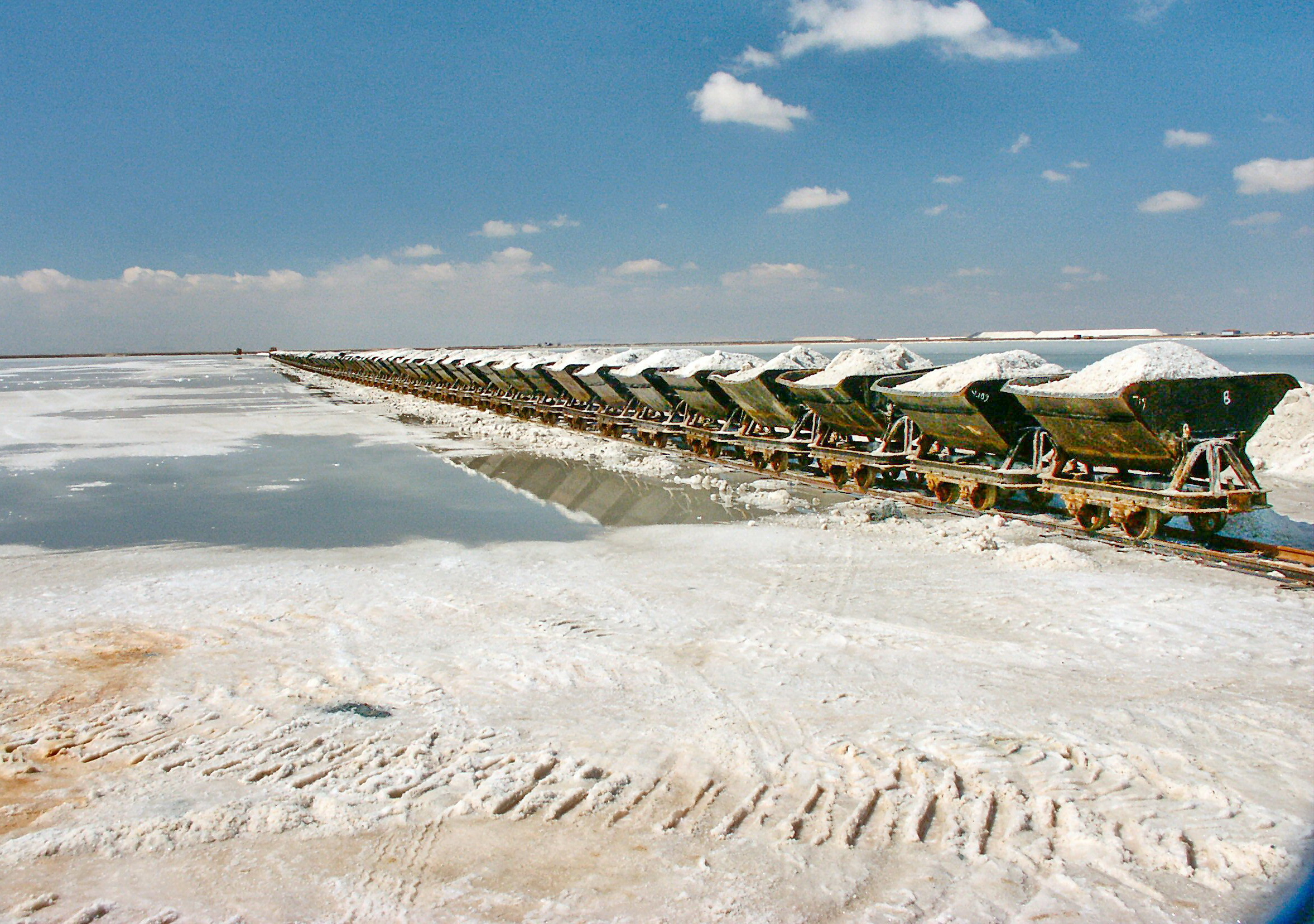
Langer beladener Salzzug in der Saline Yavşan Tuzlası 2003.

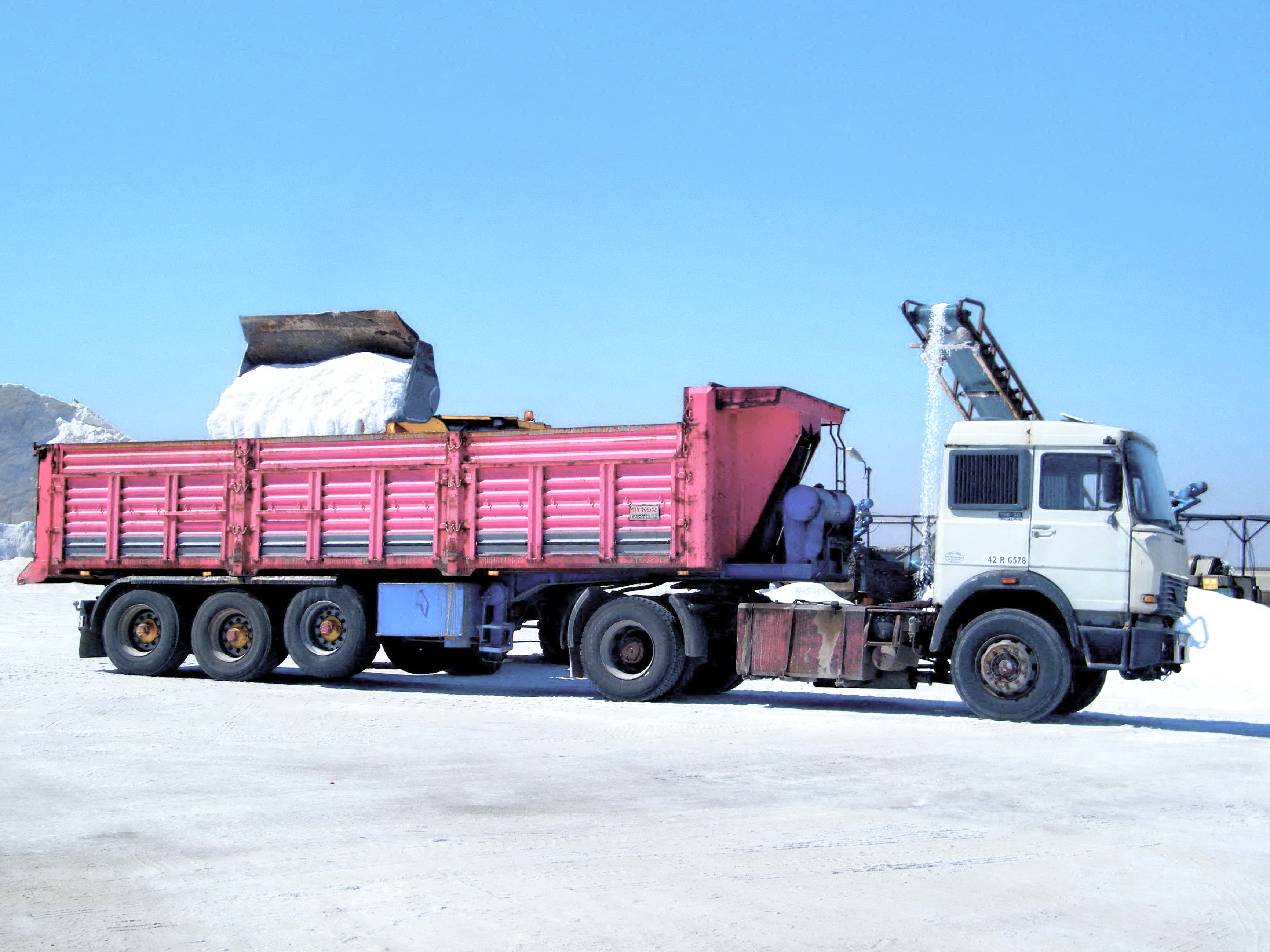
Salztransorter in der Saline Yavşan Tuzlası bei Cihanbeyli.

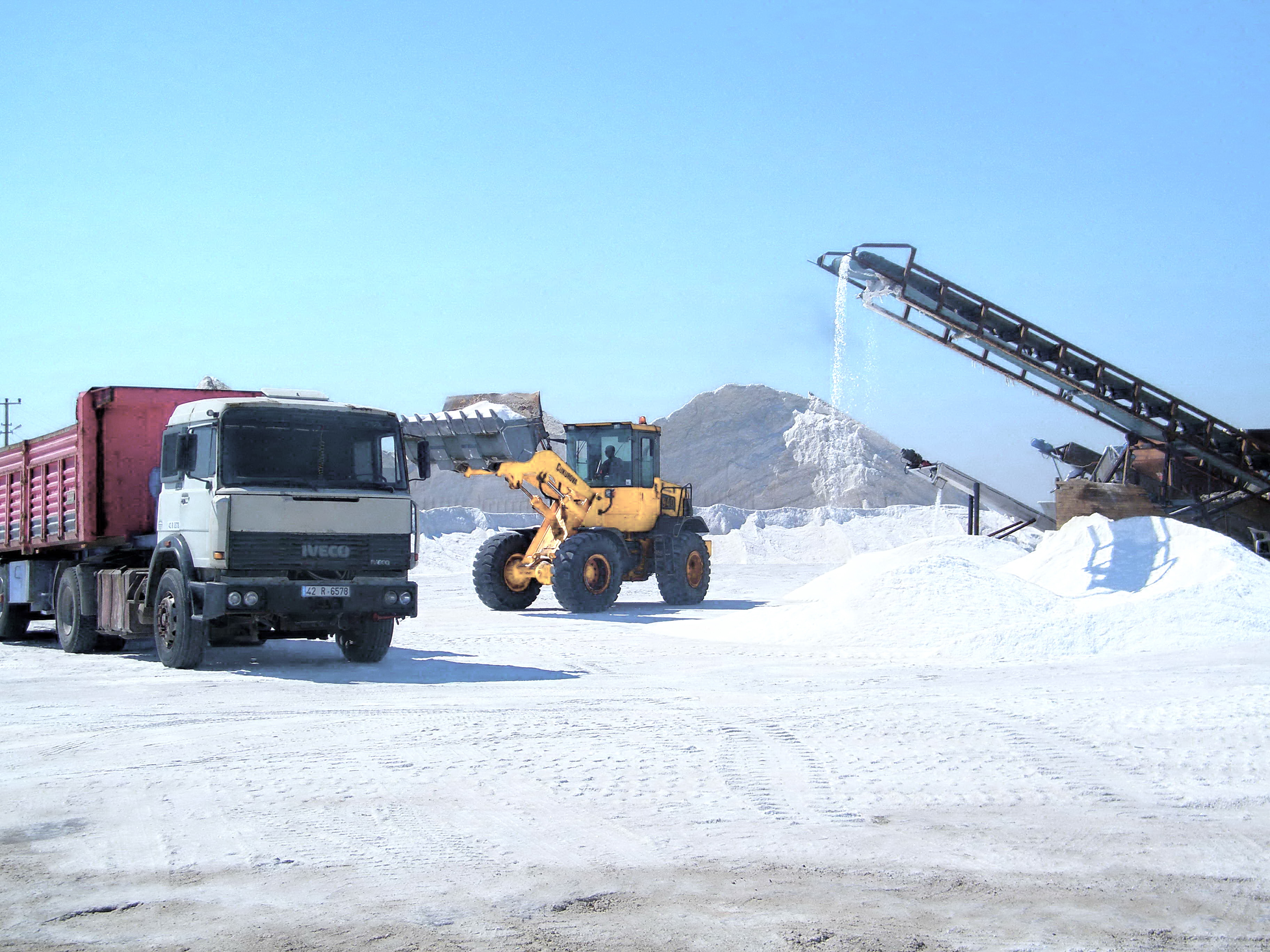
Salzverladung in der Saline Yavşan Tuzlası bei Cihanbeyli.

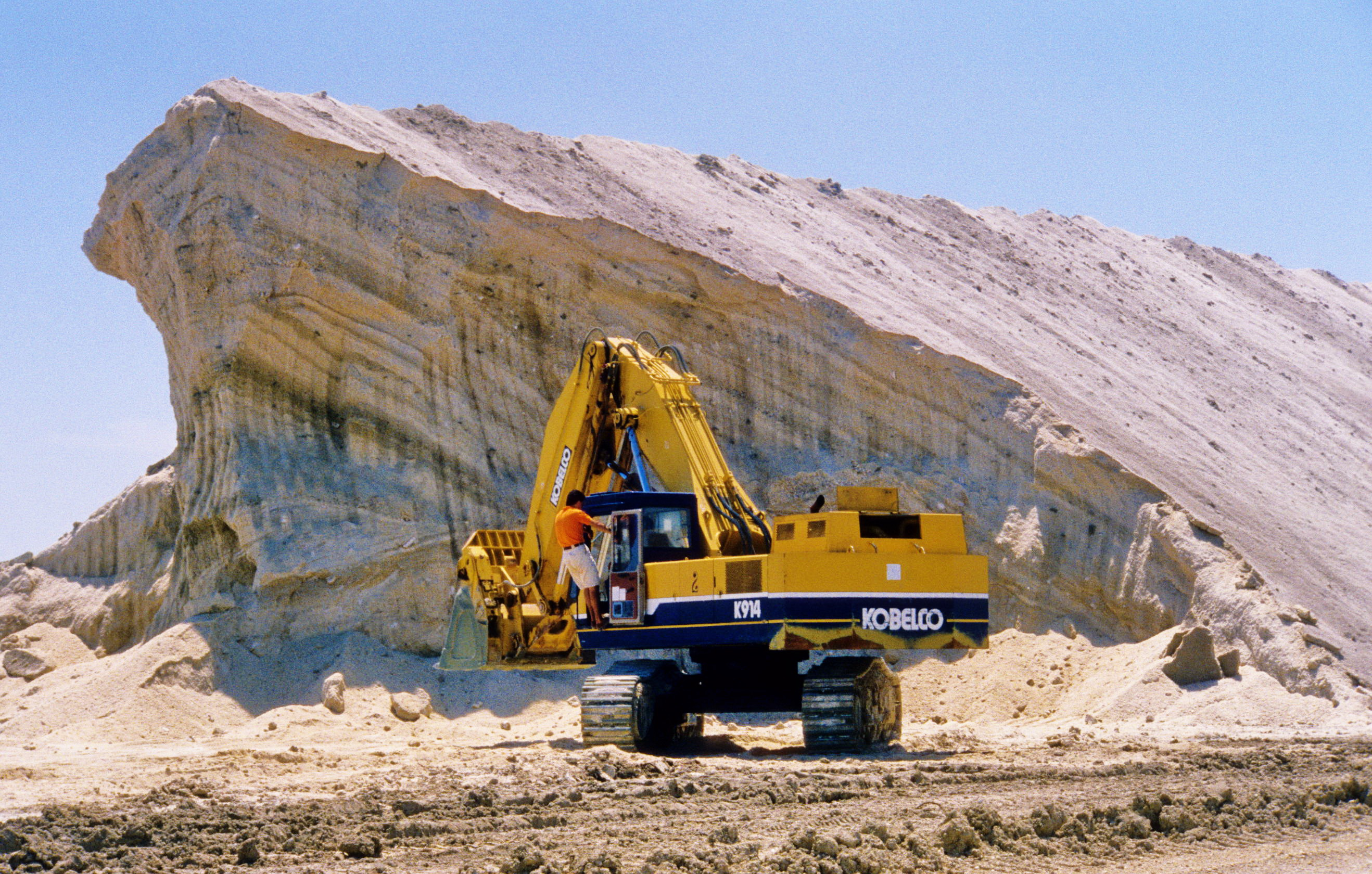
Abbaubagger am Salzdepot in der Saline Yavşan Tuzlası bei Cihanbeyli.